# Remparts de Guérande
Les remparts de Guérande sont des fortifications qui entourent la cité médiévale de Guérande, dans le département français de la Loire-Atlantique. Le site est classé au titre des monuments historiques en 1877 (remparts), 1889 (portes) et 1943 (promenades).

## Présentation
La cité médiévale de Guérande est l'une des rares à avoir conservé ses remparts dans leur intégralité. C'est aussi l'une des mieux conservées de France. Le tracé de l'enceinte est déterminé au Moyen Âge de façon assez large pour englober l'agglomération existante et anticiper une croissance urbaine qui ne s'est finalement jamais pleinement réalisée. Elle a été peu remaniée depuis sa phase de construction principale à partir du XIVe siècle et de restauration au XIXe siècle.
Elle comprend six tours, quatre portes fortifiées, dont deux flanquées de tours, et une poterne (ouverte au XIXe siècle), reliées par une courtine, sur une longueur de 1,300 kilomètre (pour comparaison : l'enceinte intérieure de la cité de Carcassonne mesure 1,250 km). La porte Saint-Michel est l'élément le plus monumental.

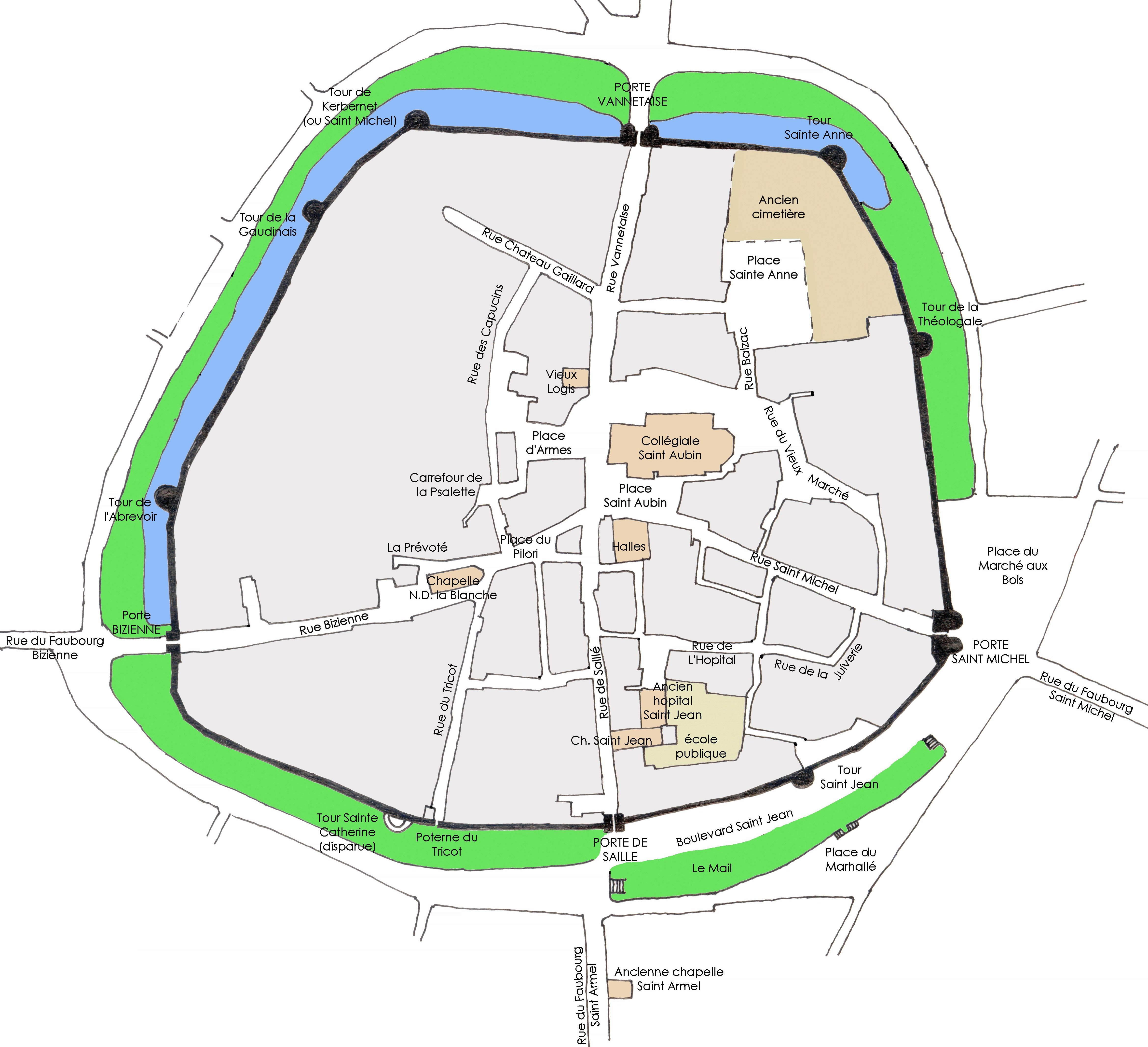
Plan de la cité médiévale de Guérande.

### L'enceinte

#### Moyens
L'édification des remparts est une préoccupation constante des autorités et des habitants. L'enjeu identitaire et sécuritaire que représente l'enceinte justifie les moyens financiers, techniques et humains considérables déployés. 
- moyens financiers : le financement est rendu possible par le duc de Bretagne qui reconnaît à Guérande le statut de bonne ville, l'autorisant ainsi à lever le billot, une taxe sur les débits de vin[n 1]. Sa première mention connue date de 1415. Il est associé à la mise en place d'une véritable administration municipale destinée à gérer les deniers des taxes octroyées par le duc. En 1461, le billot est étendu à Piriac, Saint-Molf, Mesquer, Saint-Lyphard, Pénestin et Saint-André-des-Eaux. Il est renouvelé pour plusieurs années consécutives au gré des campagnes de construction des remparts. Il peut rapporter entre 950 et 1500 livres tournois par an, considérant que la construction de l'ensemble des courtines aurait coûté au minimum 22 500 livres tournois, soit en moyenne 18 ans de recettes fiscales. Les archives conservent un mandement du 28 octobre 1464 du duc François II de Bretagne prorogeant pour 6 ans la levée d'un devoir de billot sur les vins vendus au détail et d'une taxe de 20 deniers sur chaque cheval chargé de poisson frais ou salé, le tout pour contribuer aux fortifications de Guérande[2].
- moyens techniques : Guérande est construite sur un massif granitique, pourvoyeur de la matière première nécessaire à l'édification des remparts. Selon les archéologues, les pierres utilisées pour la courtine ouest de la ville proviennent à 95 % du creusement des douves. A défaut, les carrières de granite de Trescalan ou de Clis, dont l'existence est attestée dès le Moyen Age, ont pu servir à l'approvisionnement en pierre locale, appelée leucogranite, dont la particularité tient à sa couleur très claire[2].

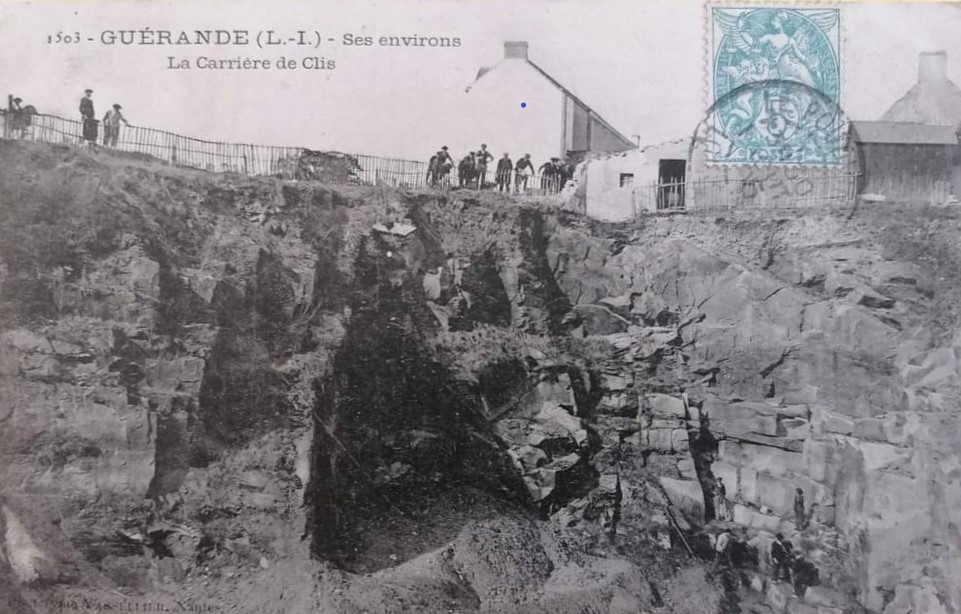
Carrière de Tuloc à Clis, du temps de son exploitation.
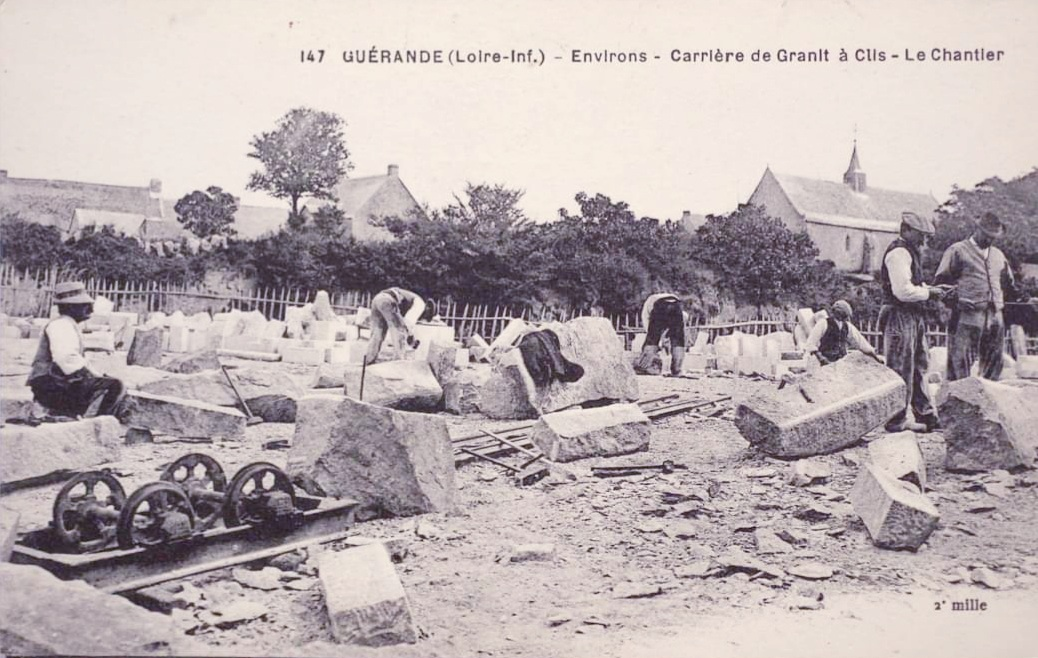
Chantier sur la carrière de granite.

- moyens humains : peu d'informations nous sont parvenues sur les moyens humains. Seule la présence de personnages importants, à la direction de la construction d'une grosse tour en 1475, est attestée. Il s'agit de Greffin Hillary, membre de la petite noblesse guérandaise et de Jean le Gallus, maître d'œuvre du duc François II de Bretagne. Maître maçon réputé, ce dernier est probablement issu de la famille de maçons et tailleurs de pierre du Morbihan. Pour le reste, maçons, menuisiers et couvreurs guérandais constituent le noyau d'intervenants locaux. La présence de nombreuses marques de tâcherons, signatures des tailleurs de pierre payés à la tâche, est peut-être le signe du recours à une main-d'œuvre plus spécialisée non guérandaise[2].

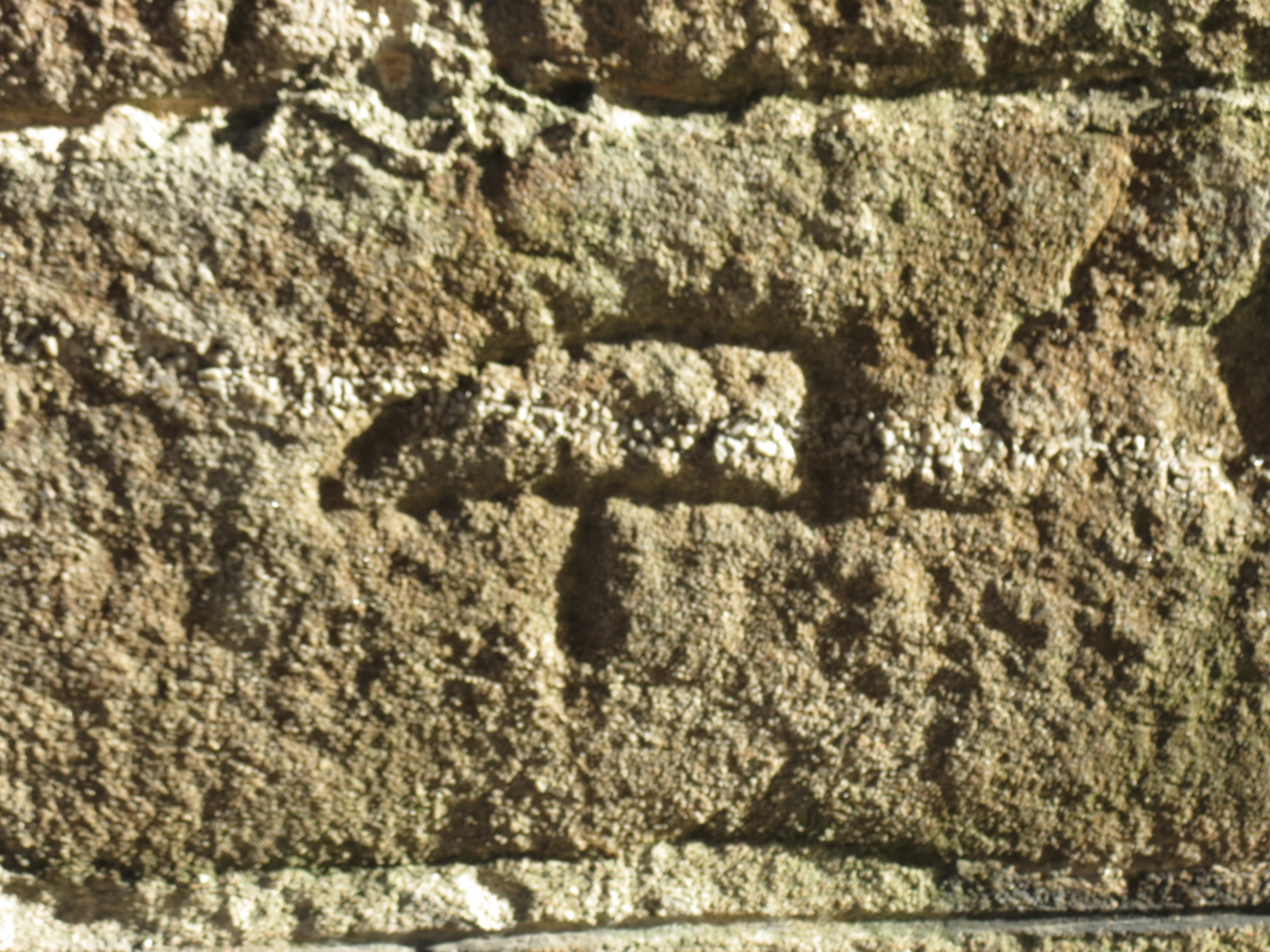
Marques de tâcherons de la porte Saint-Michel
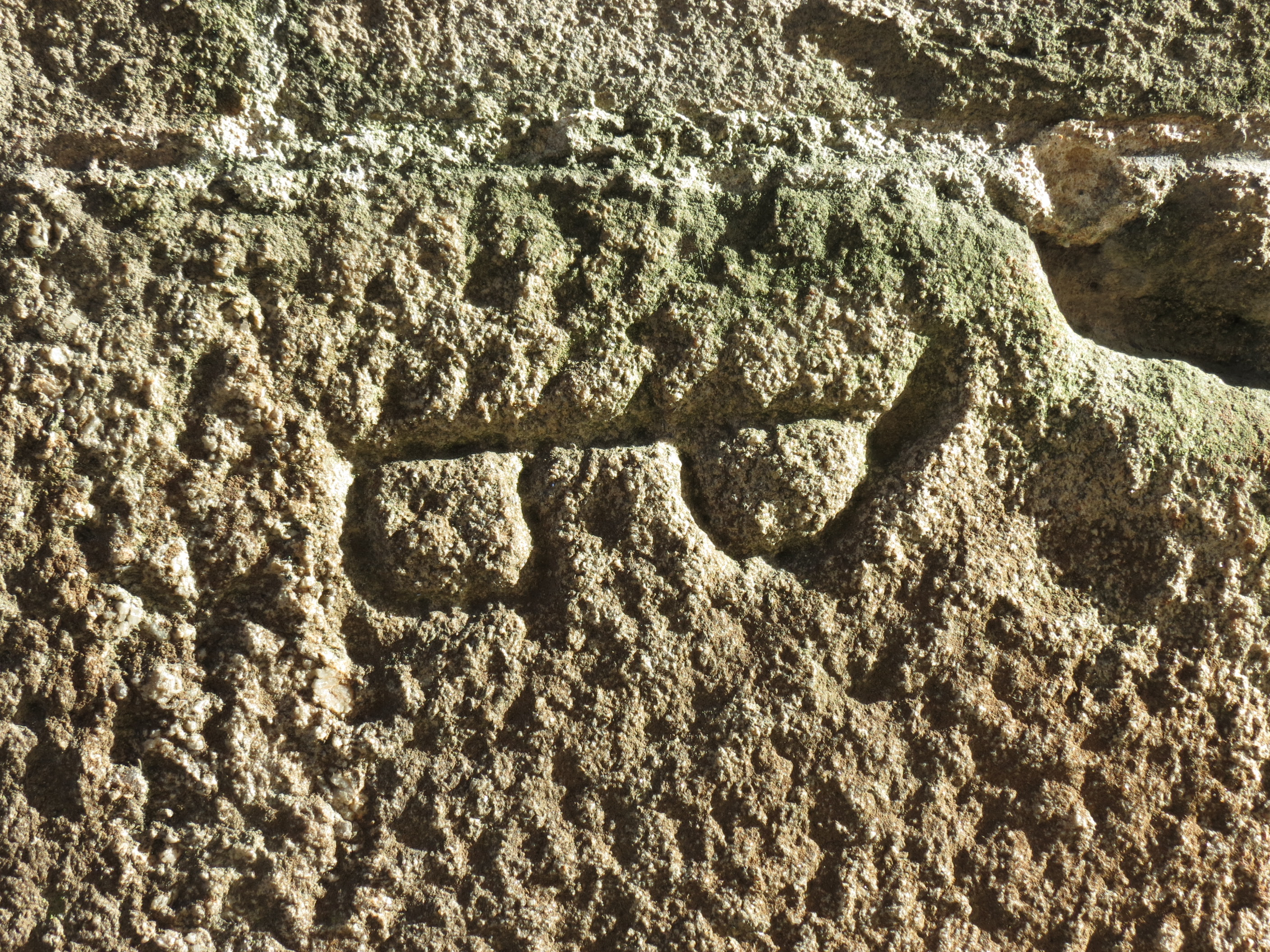

#### Architecture
Le chantier des remparts témoigne l'adaptation de l'architecture à l'évolution des formes et des techniques mises au point par les architectes des systèmes défensifs, à une époque où l'artillerie à poudre se développe. A ce titre, ils présentent deux systèmes de défense, un passif, l'autre actif :
- défense passive :
  - courtines ou murs : solidement ancrés sur un soubassement granitique, leur hauteur de 5 mètres et leur épaisseur de 3 mètres, afin d'offrir la meilleure résistance possible aux assauts ;
  - tours : elles sont presque toujours construites indépendamment du chemin de ronde pour ne pas interrompre la circulation d'une courtine à l'autre (voir infra) ;
  - douves : sèches à l'origine, elles complètent le système défensif constitué par les remparts en permettant de tenir à distance l'assaillant et gênant l'utilisation d'échelles ou de béliers destinés à percer les remparts. Elles entouraient autrefois entièrement l'enceinte fortifiée. Elles ont cependant été en partie comblée au XVIIIe siècle à cause de l'odeur qu'elles dégageaient (une partie des habitants y jetaient leurs déchets). Une partie a cependant été conservée entre la porte Bizienne et la tour Saint-Anne ;
  - mail ou boulevard : construit à la fin du XVe siècle ou au début du XVIe siècle, situé entre la porte Saint-Michel et la porte de Saillé pour la partie encore conservée, il constitue une première ligne de défense, en renfort des remparts devenant de moins en moins efficaces avec le développement de l'artillerie d'attaque, et permet de plus d'y déployer des canons. Son aspect actuel résulte des aménagements du duc d'Aiguillon qui l'a fait rehausser et transformer en promenade arborée. Cette butte tire son nom du mail, un ancêtre du croquet et sport que pratiquaient les gentilshommes.

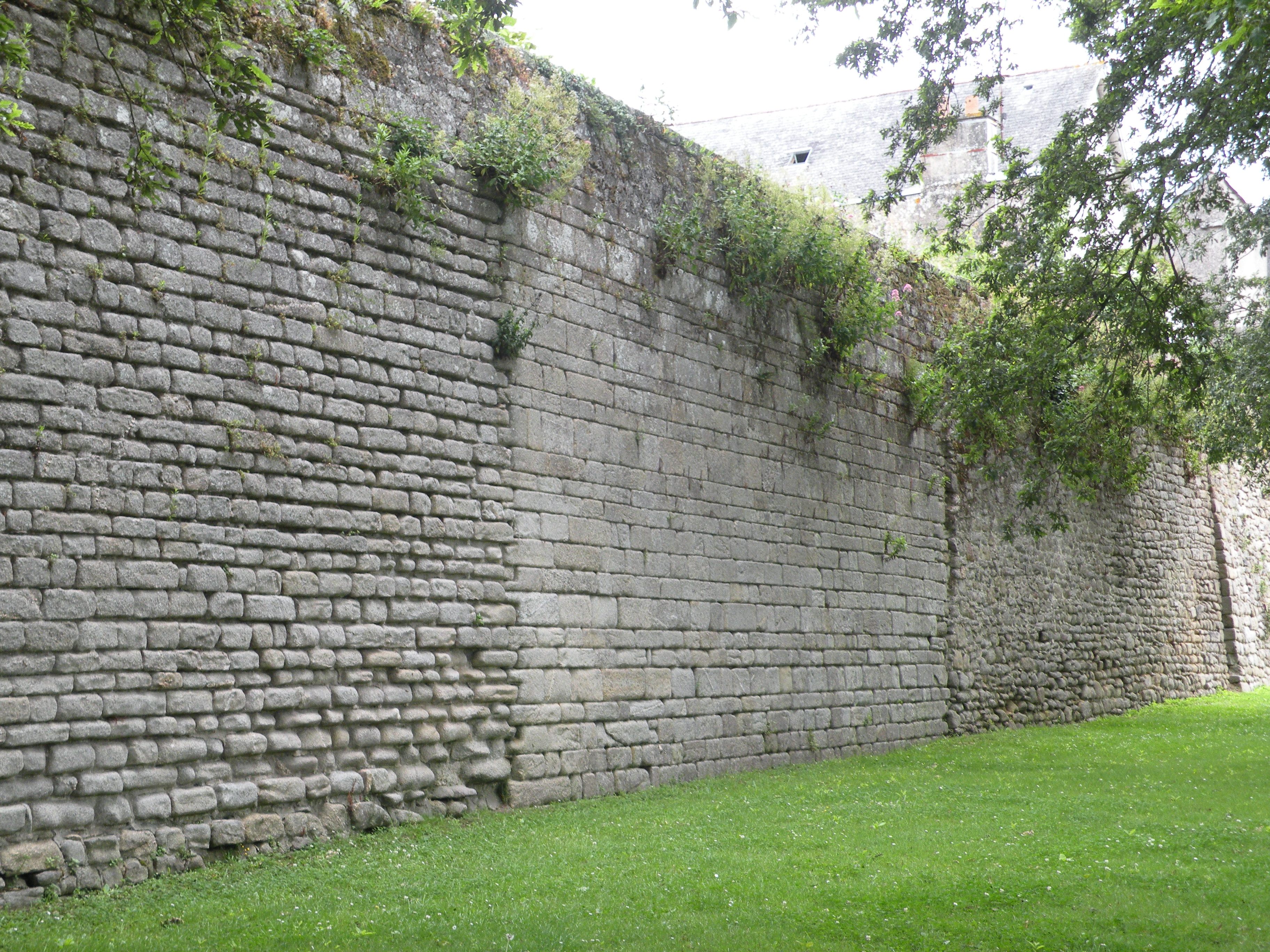
Courtine, assemblage de divers appareils.
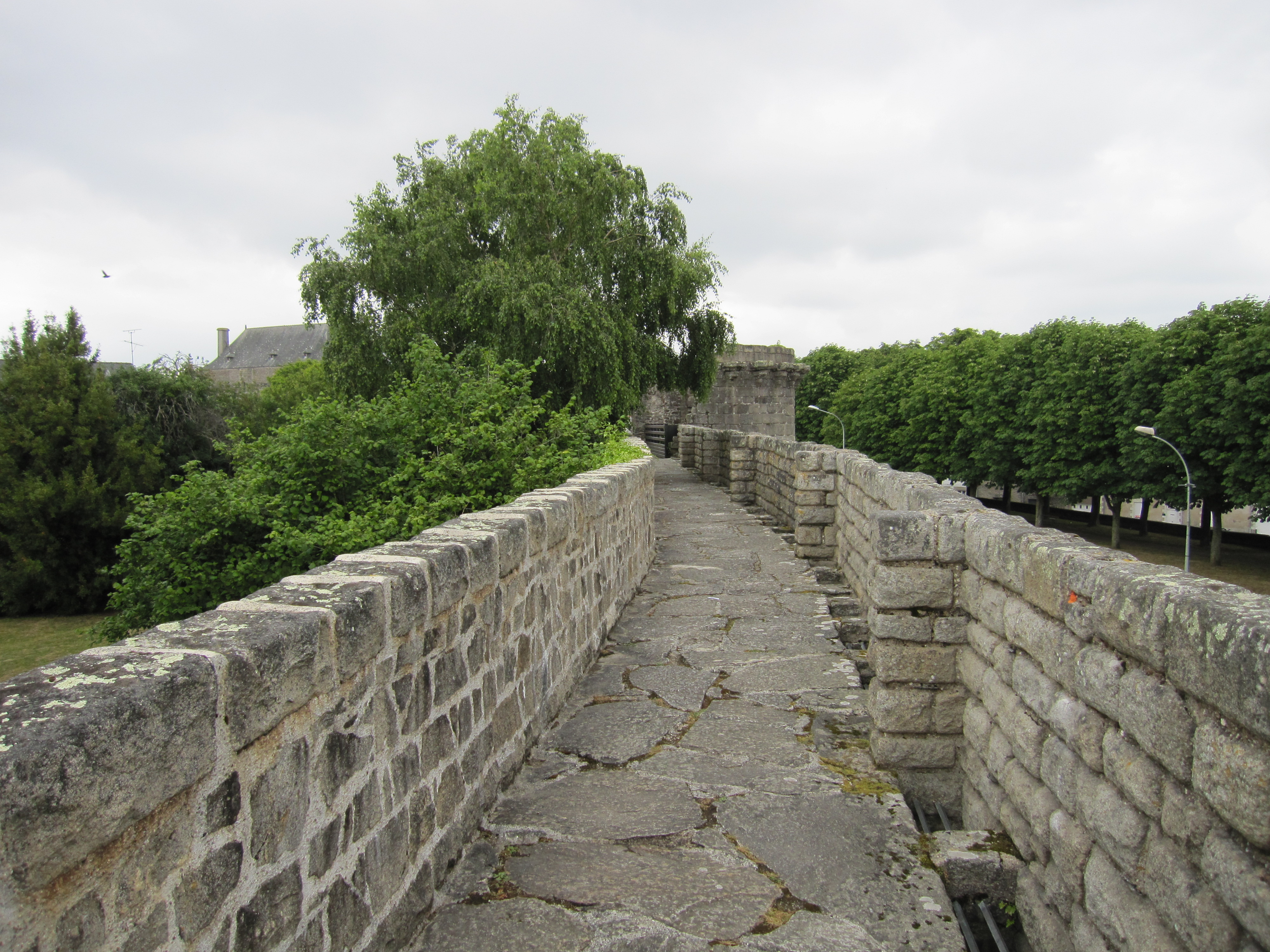
Chemin de ronde en direction de la porte Saint-Jean, mâchicoulis sur la droite.
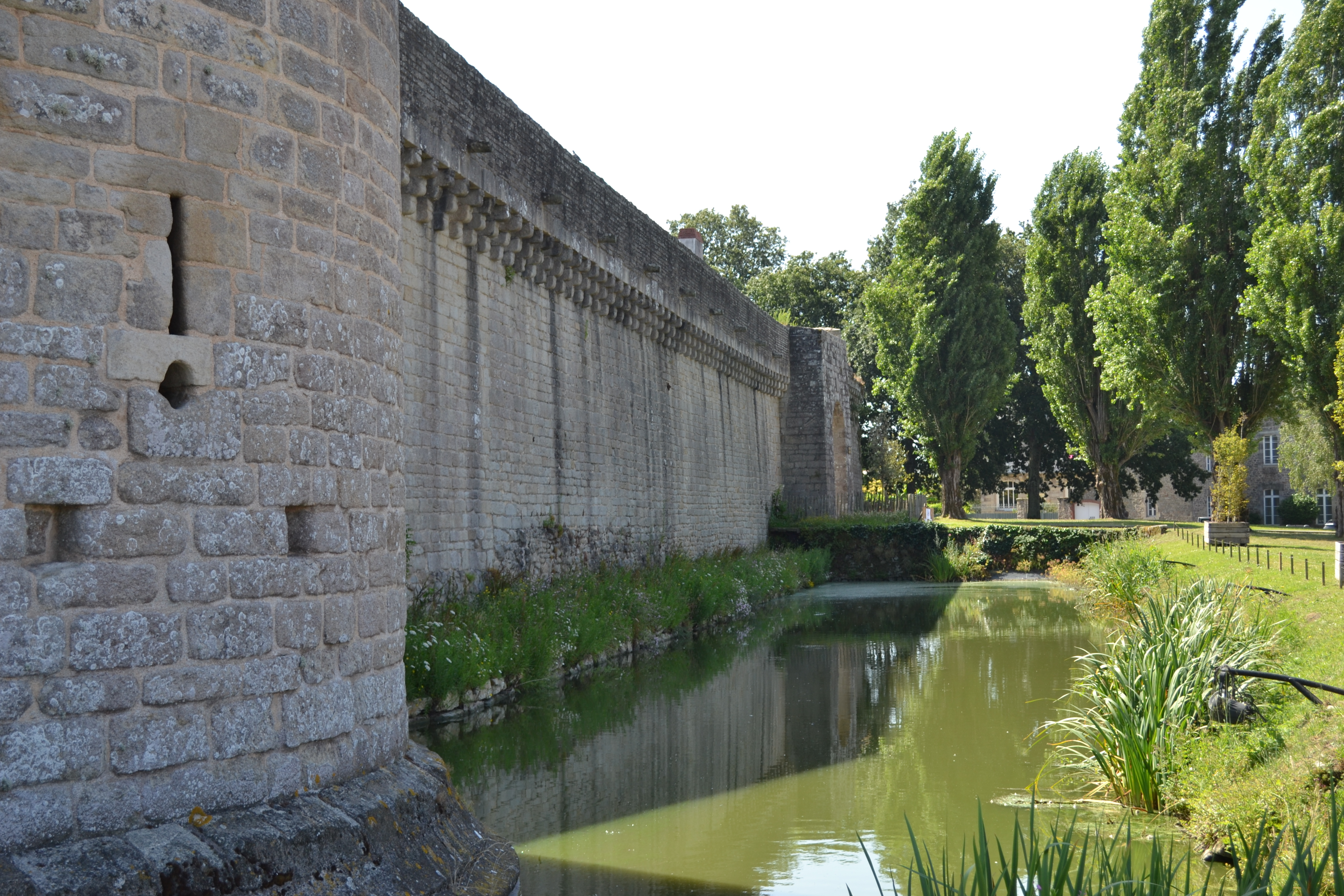
Douves au pied de la tour de l'Abreuvoir et de la porte Bizienne.

- défense active :
  - meurtrières : fentes verticales ouvertes dans les murs, elles sont des postes de tir aménagés dans les tours pour atteindre l'ennemi sous le feu de tirs croisés ;
  - mâchicoulis : surplombent les murs, ils protègent des assaillants sur qui sont lancés des projectiles[2].

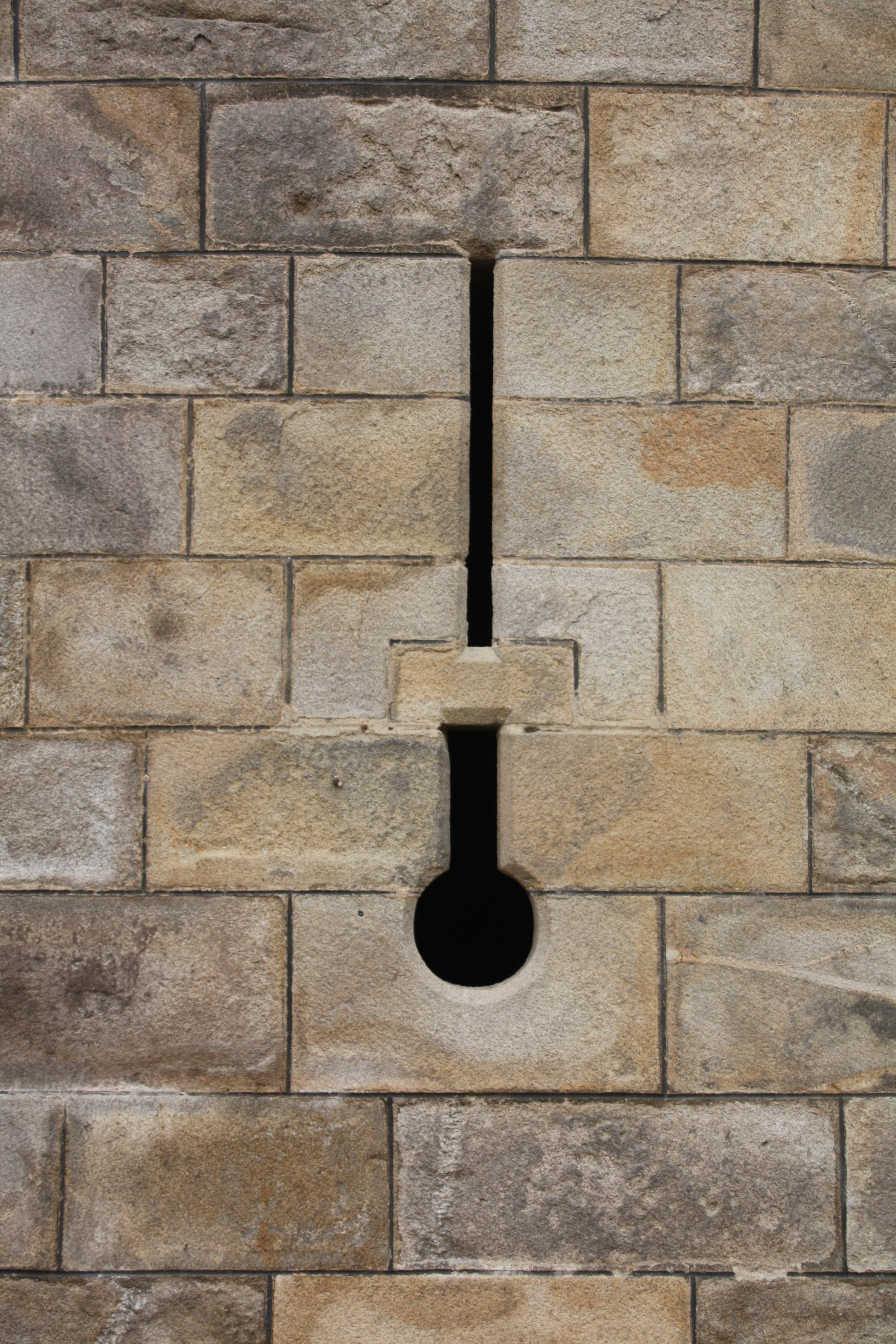
Archère-canonnière de la porte saint-Michel.
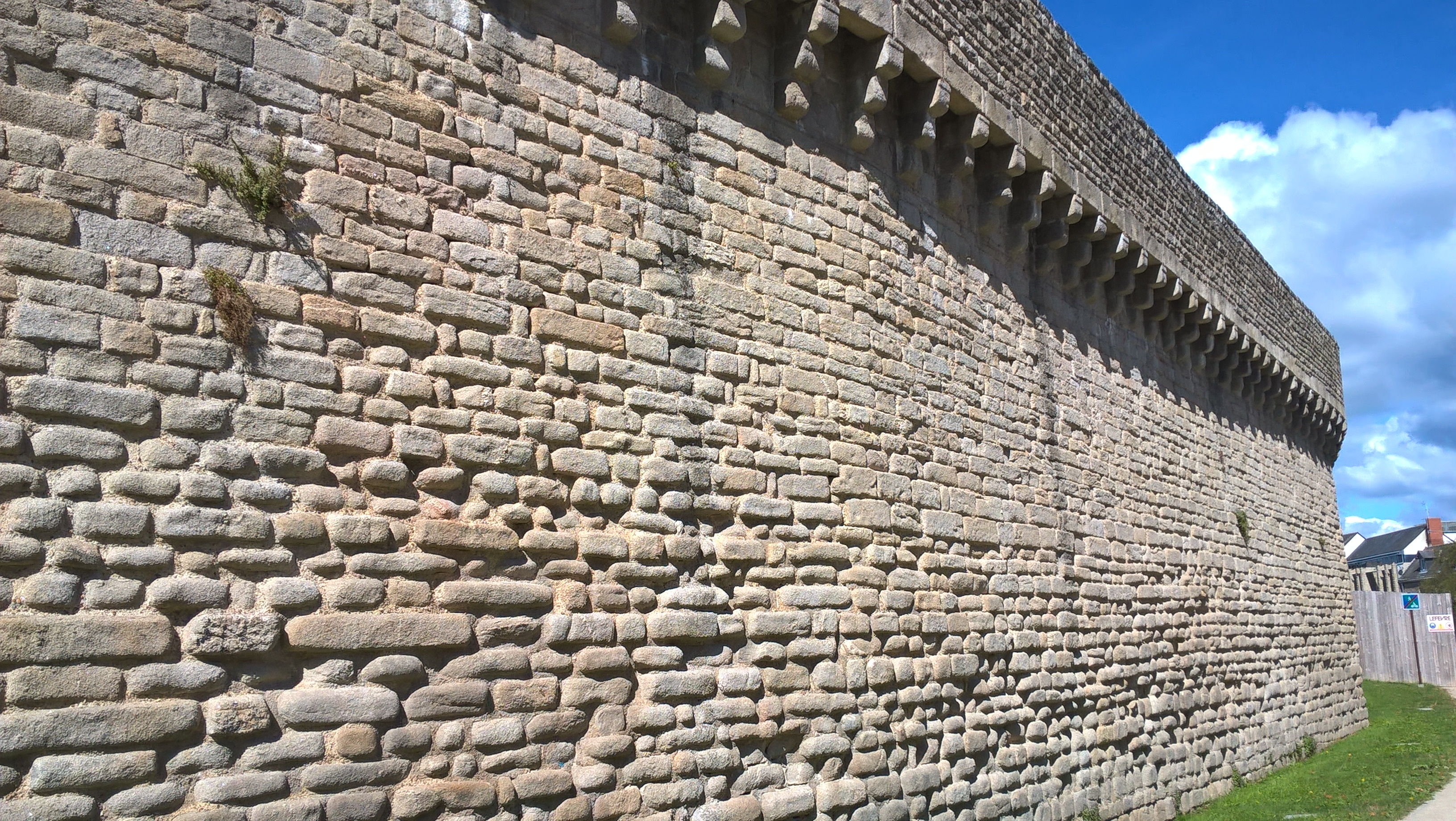
Mâchicoulis à l'aplomb du mur d'enceinte.

### Les portes
Une porte est une véritable brèche dans une enceinte fortifiée. À Guérande, l'enceinte est percée de quatre portes de ville. Pour compenser cette faiblesse, les architectes ont armé chacune d'elles d'un système de défense plus ou moins important :
- Porte Saint-Michel : XIVe siècle. Haute de 24 mètres et située à l'est, elle est l'entrée principale de la ville. Symbole de l'âge d'or et du statut de la cité au Moyen-âge, elle combine l'architecture d'une porte fortifiée, flanquée de deux tours massives, et celle d'un logement prestigieux faisant d'elle un logis-châtelet breton, signalé vers 1350 et réaménagé vers 1440-1450. La couverture est mise en place au XVIIe siècle et restaurée au XIXe siècle[2].

En tant que porte fortifiée, elle participe à la défense de la cité en cas d'attaque et de siège. Même si certains éléments ont disparu, des traces encore visibles témoignent de cette fonction. La porte était accessible par deux ponts-levis, un pour chacune des deux entrées, charretière et piétonnière. Une fois relevés, ils interdisent tout passage au-dessus des douves. Seules aujourd'hui les rainures en façade en gardent la mémoire. Le passage était ensuite fermé par des vantaux et une herse en bois renforcée par du métal. Le portier, installé sous l'entrée dans la niche munie d'un banc de veille, actionnait son ouverture. La porte est flanquée de deux tours massives dont la base est formée par deux salles-basses, dites en cul-de-four, résistantes aux tirs de canons. Elles sont équipées d'archères-canonnières qui ont été, pour certaines, transformées à la fin du XVe siècle en embrasure de tir à la française pour les armes épaulées. Pour parfaire leur fortification, elles sont coiffées de machicoulis, surmontés d'un parapet crénelé.

En tant que logement, la porte Saint-Michel est le lieu de vie du « capitaine de cité » et sa famille, c'est-à-dire le représentant militaire du duc de Bretagne dans la ville. A ce titre, elle est le siège du pouvoir civil et politique de la cité. Le premier est Guillaume du Verger, nommé en 1343 par Jean, comte de Montfort, qui le charge de construire une muraille autour de la ville qu'il vient de reprendre à l'amiral Louis d'Espagne qui l'avait ravagée. Après la réunion du duché à la couronne de France en 1532, le capitaine de cité prend le nom de gouverneur. L'un d'eux réaménage la terrasse médiévale crénelée dominant la porte, en construisant un étage supplémentaire destiné à loger ses domestiques. La charpente de la toiture est réalisée entre 1618 et 1621, en bois de chêne vert, qui sèche sur place. L'ensemble est fixé grâce à des mortaises et des tenons. La Révolution française chasse le dernier gouverneur et installe temporairement une prison dans la porte Saint-Michel. L'édifice n'étant pas adapté à cette fonction, la municipalité y installe la mairie jusqu'en 1954, date de son déménagement dans un bâtiment plus grand et mieux adapté. Le châtelet devient le « musée des Amis de Guérande ». Fondé en 1928, il regroupe une collection de coiffes et de costumes traditionnels de la presqu'île, ainsi que des collections archéologiques et le Trésor de la collégiale Saint-Aubin de Guérande.

La porte Saint-Michel ouvre sur la rue du même nom. Elle est appelée Grand-Rue à la fin du Moyen Age, traduisant sa fonction, principalement commerçante et artisanale. L'ensemble des maisons et des rues aux alentours de la porte constitue donc un quartier marchand. Ce quartier paraît relativement urbanisé et devait être l'un des plus peuplés au Moyen Age. Guérande comptait approximativement 3 000 à 4000 habitants au milieu du XVe siècle (Nantes : 14 000 et Rennes : 13 000), sachant que la cité et ses faubourgs ne devaient en rassembler que la moitié, le reste vivant dans les campagnes des alentours. La rue Saint-Michel assure la liaison entre la porte et le centre de la ville. Par ses dimensions, elle est considérée comme la grande rue sur laquelle peuvent se croiser deux véhicules hippomobiles, d'autant que cette dernière était pavée. La rue abrite des maisons à pans de bois marquées par un encorbellement, c'est-à-dire un étage débordant sur la rue, de sorte que le rez-de-chaussée a une surface inférieure à l'étage. Cet étage permet à la fois de gagner de la place dans la rue et d'équilibrer les forces appuyées sur les poutres. Le rez-de-chaussée, utilisé comme boutique, était en granite pour éviter l'humidité et les murs latéraux également pour éviter les incendies.

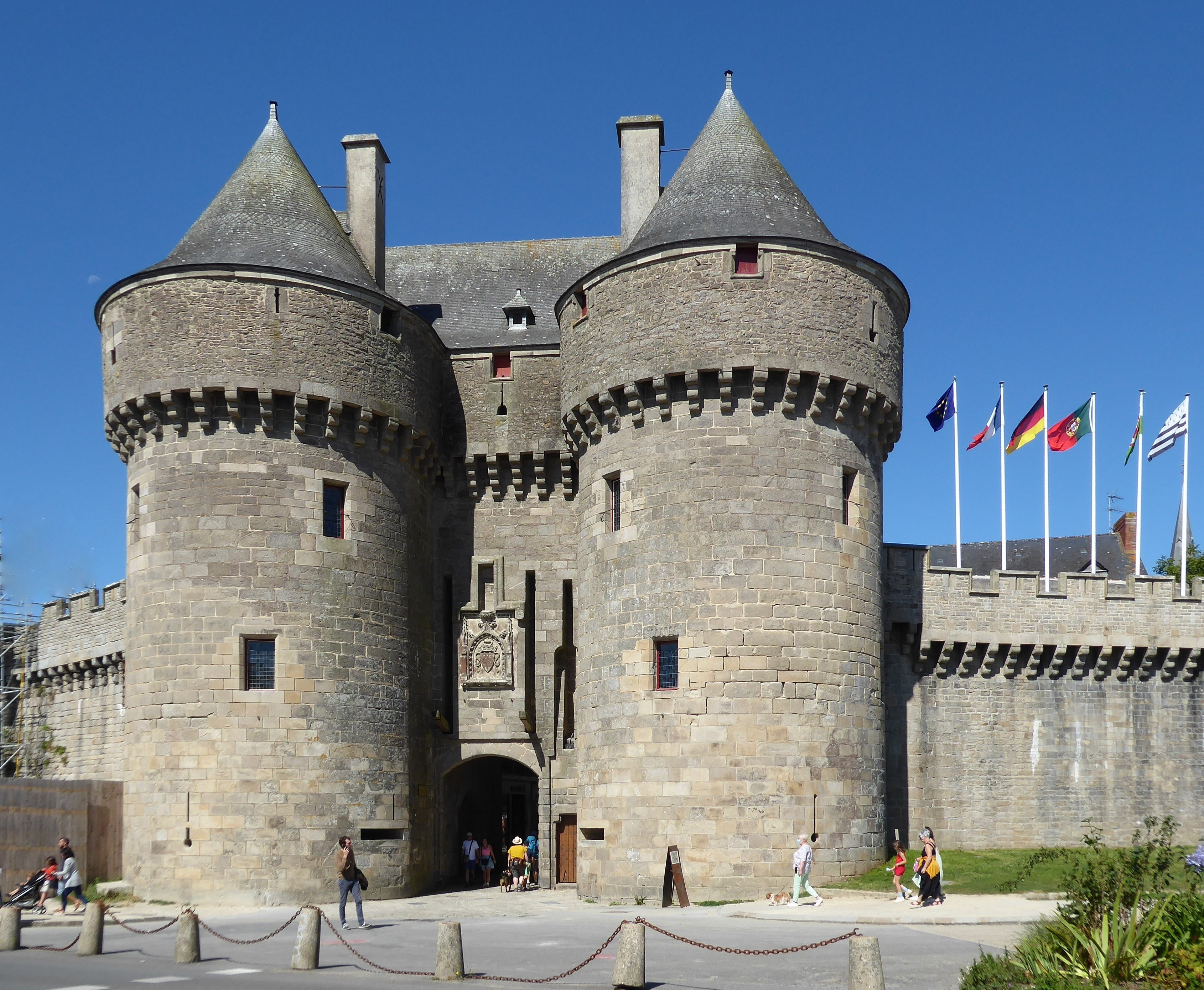
Porte Saint-Michel.
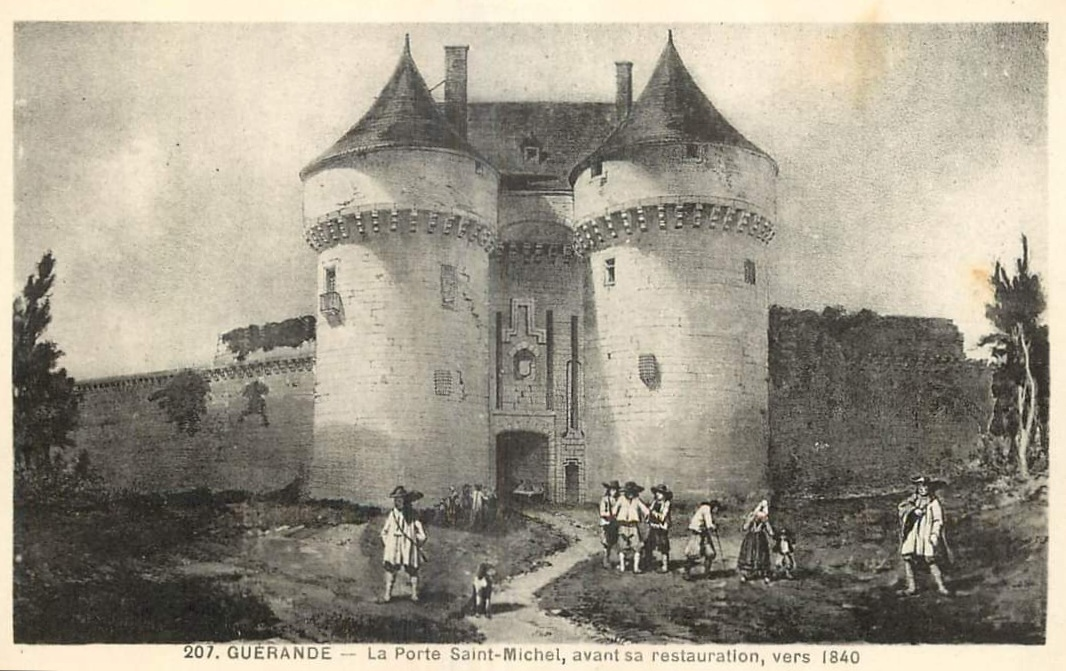
Porte Saint-Michel vers 1840.
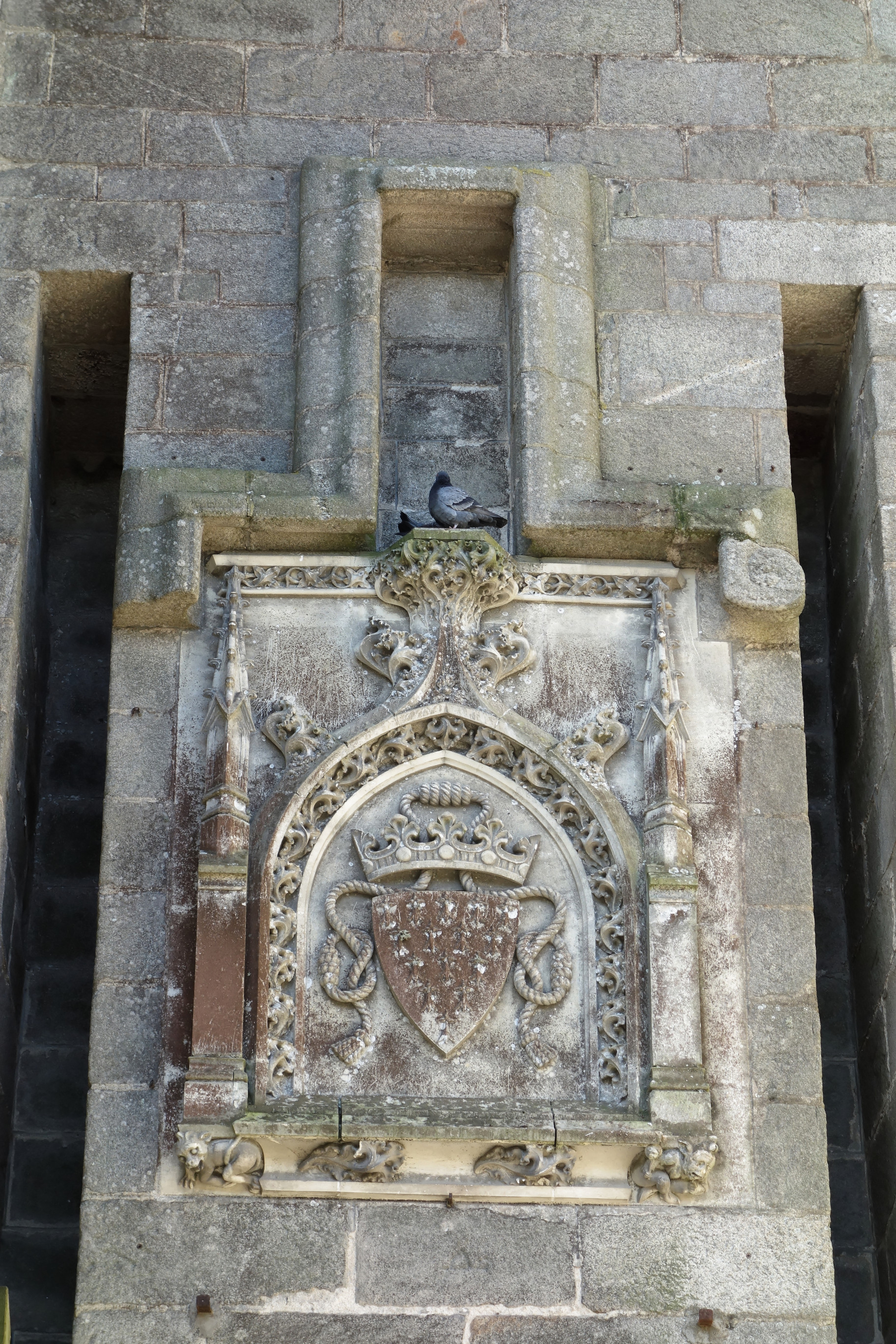
Blason de la ville de Guérande ornant la porte Saint-Michel : d'argent à quinze mouchetures d'hermine de sable posées 5, 4, 3, 2 et 1, l'écu timbré d'une couronne de duc et entouré d'une cordelière.
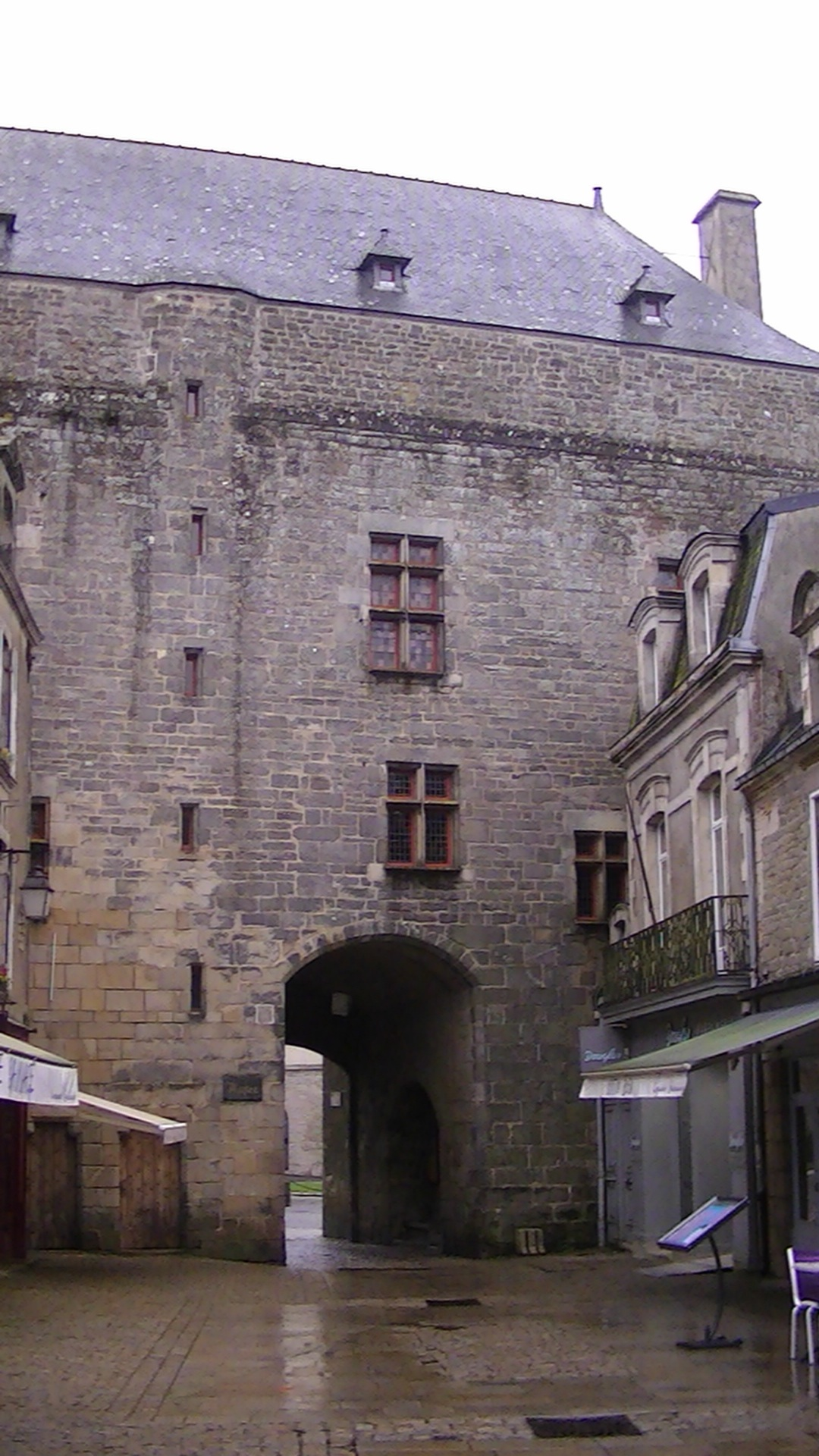
Intérieur de la porte Saint-Michel. Cette façade arrière du XVe siècle ouverte de fenêtres à meneaux témoigne de la fonction de résidence des capitaines de cité.
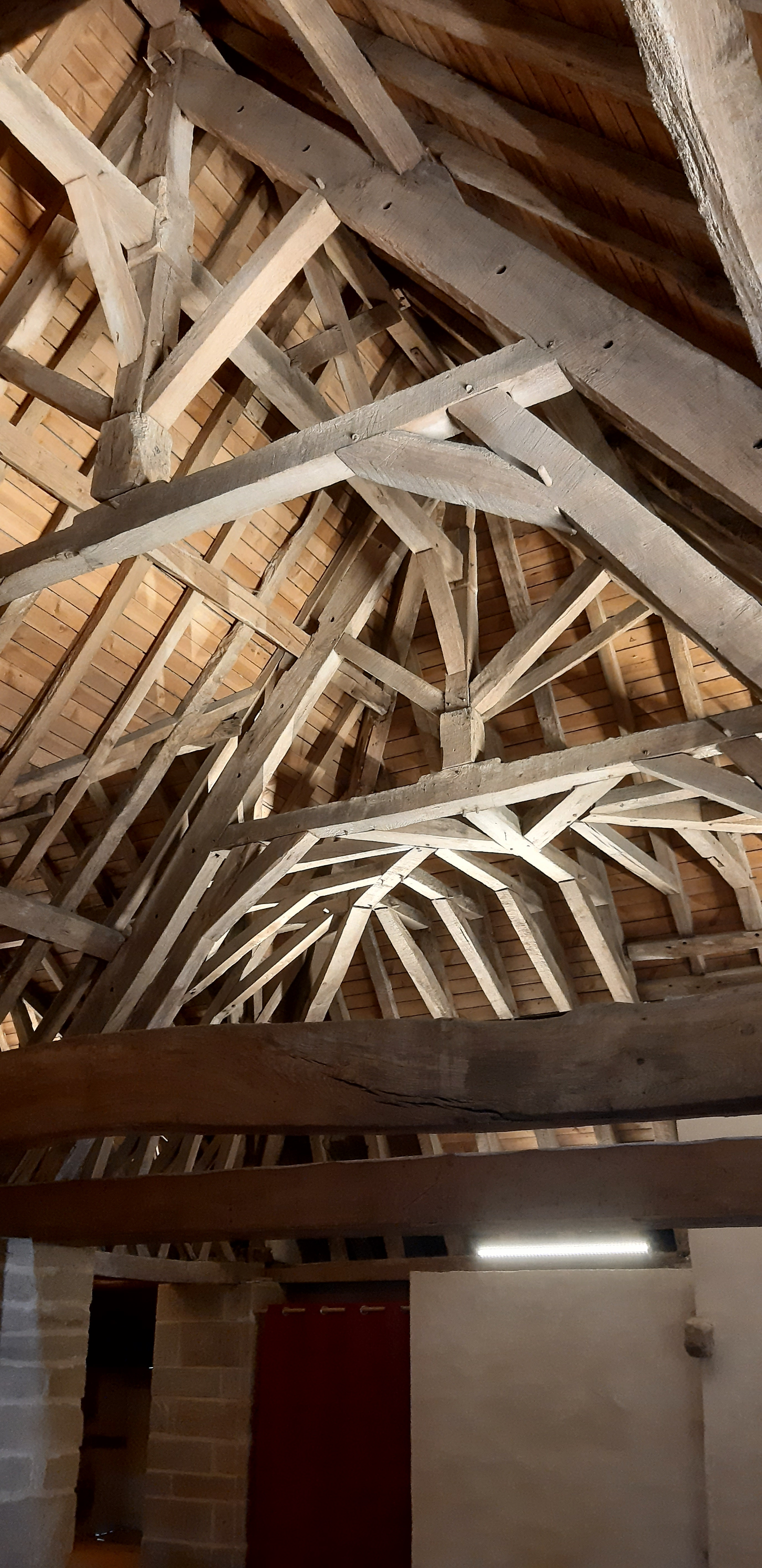
Charpente restaurée de la toiture de la porte saint-Michel.

- Porte vannetaise[n 2] : XIIIe siècle, ce châtelet serait le témoin d'une enceinte primitive de la cité. A ce titre, c'est un des éléments les plus anciens de l'enceinte. Située au nord, elle est de style de l'époque de Philippe Auguste. Ses tours sont percées d'archères, contrairement à celles du XVe siècle, dotées de canonnières pour l'artillerie à poudre. longtemps murée, la porte n'a été rouverte qu'en 1778. Le faubourg Sainte-Anne qui lui fait face naît avec la création d'une gare liée à l'arrivée du chemin de fer en 1879[3].

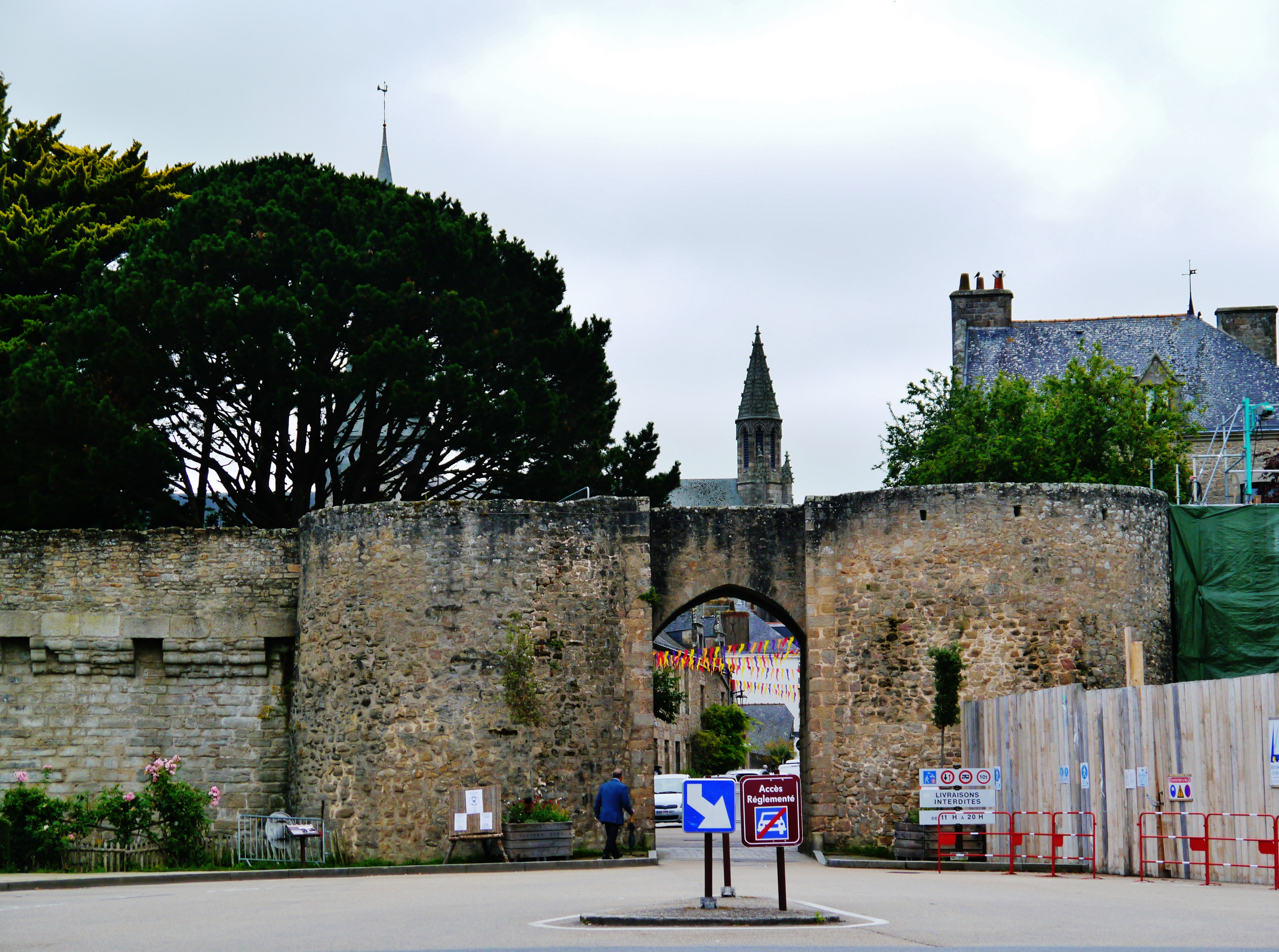
Porte Vannetaise.
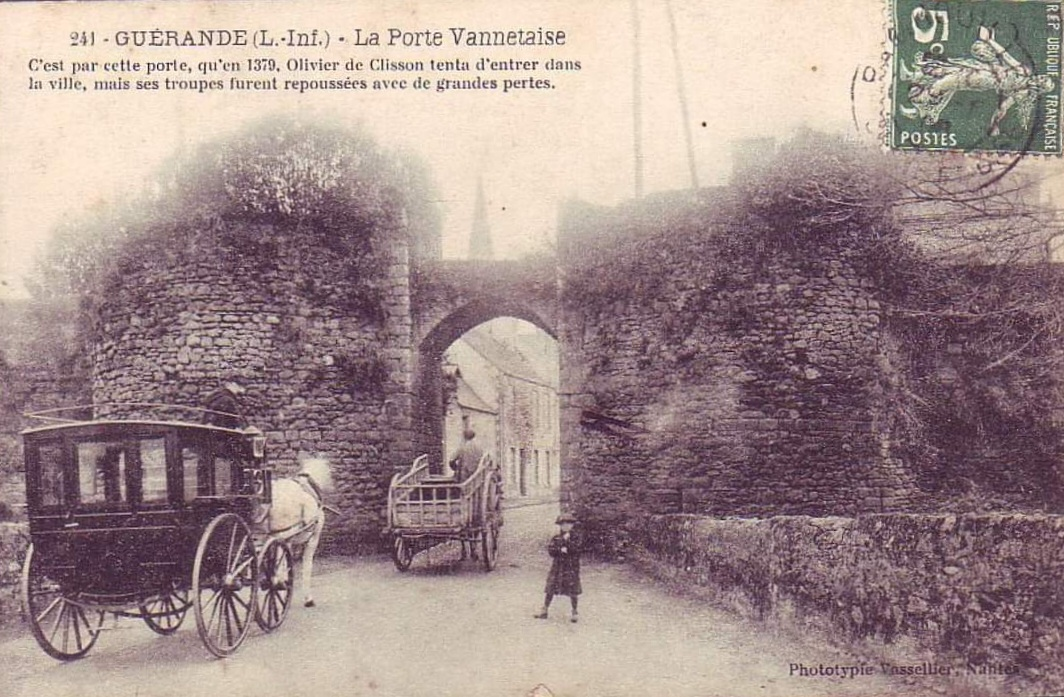
Porte Vannetaise vers le début du XXe siècle.

- Porte de Saillé : XVIe siècle. Ouverte au sud, cette porte conduit vers les marais salants et le village de Saillé. Sa forme quadrangulaire et ses éléments défensifs extérieurs (mâchicoulis, rainures et pont-levis) font envisager une reconstruction à la fin du XVe siècle ou au début du XVIe siècle, davantage pour l'apparat que la défense, Guérande n'ayant plus à craindre de siège à cette époque. Les douves sont comblées au XVIIIe siècle et aménagées en promenades ombragées[4]. Le mur d'enceinte entre la Porte de Saillé et la Poterne du Tricot, est daté selon certains auteurs du XIIe siècle[5] et constituerait donc l'élément subsistant le plus ancien de la première enceinte de Guérande.

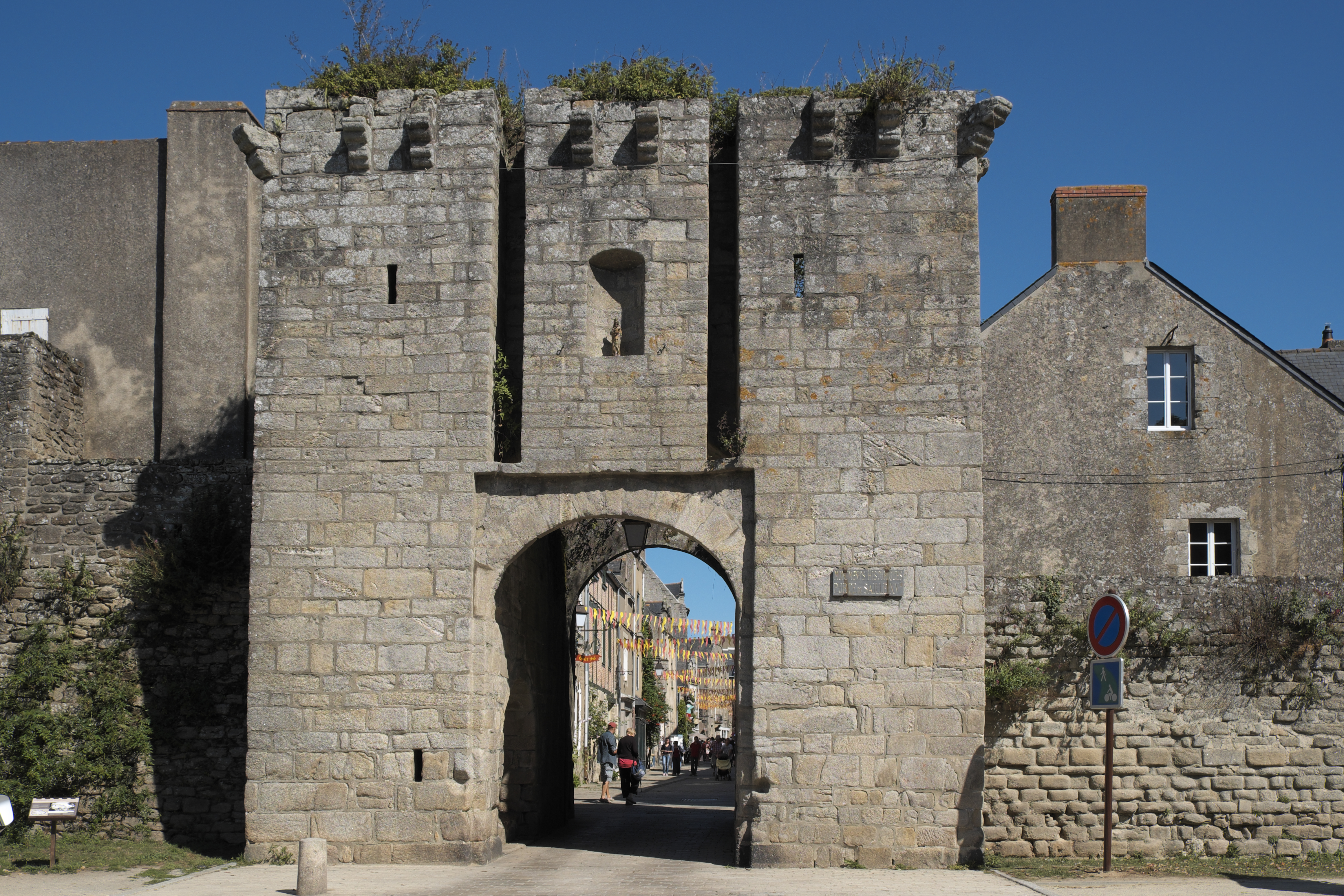
Porte de Saillé.
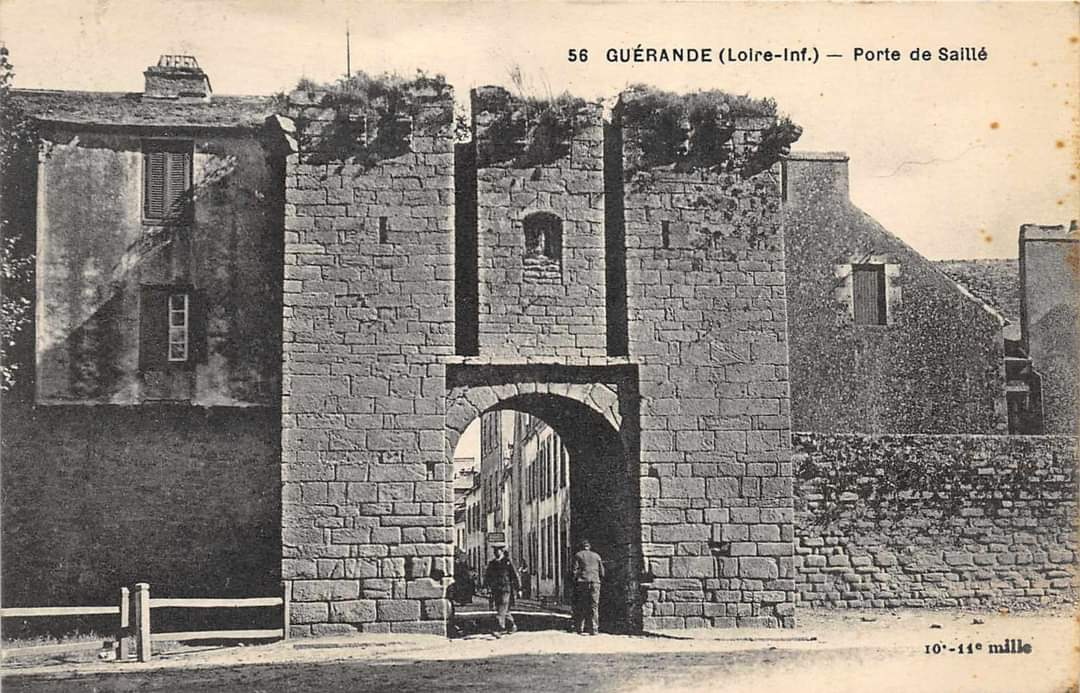
Porte de Saillé vers le début du XXe siècle.

- Porte Bizienne : les historiens supposent que le nom de cette porte tire son origine d'un notable de Guérande. C'est l'élément le plus récent de l'enceinte fortifiée, situé à l'ouest. Elle est construite en granite consécutivement à l'ordre donné en 1542 au receveur ordinaire du roi à Guérande de construire portes et pont-levis (aujourd'hui disparu). Un droit féodal reste en usage jusqu'au XVIIIe siècle : le saut des poissonniers. Pour entrer dans la ville, les marchands de poissons de Guérande devaient remettre le lendemain de Pâques un jalon de vin ou un pain au seigneur de Kermeno, propriétaire du fief de Trévaly. Si ce jalon n'était pas versé, lesdits marchands devaient sauter tous nus depuis le pont de la porte Bizienne dans les douves. Après 1731, cette sentence est annulée et les fossés sont comblés en 1764 par le duc d'Aiguillon. Un logement de portier est initialement bâti au-dessus de la porte. Il est démantelé en 1778 en raison de son poids qui fragilise la voûte. La voûte en pierre et ses massifs supérieurs sont démolis en 1819 sur ordre du maire, l'ensemble menaçant de s'écrouler sur les passants. La façade extérieure est conservée en l'état. En 1853, la hauteur sous voûte est augmentée tandis que la porte est élargie afin de faciliter le passage. Une condition est cependant imposée, celle que la porte conserve son caractère moyenâgeux. En 1938, des vespasiennes appuyées à l'angle de la porte sont retirées[6]. La rue Bizienne relie la porte du même nom à la chapelle Notre-Dame-la-Blanche. De chaque côté de cette rue s'élèvent derrière leur clôture, quelques manoirs du XVe siècle et des hôtels particuliers du XVIIIe siècle. La moitié ouest de la cité était divisée jadis en de vastes parcelles, héritées d'anciennes seigneuries médiévales, avec des maisons nobles et de grands lopins dissimulés aux regards[7].

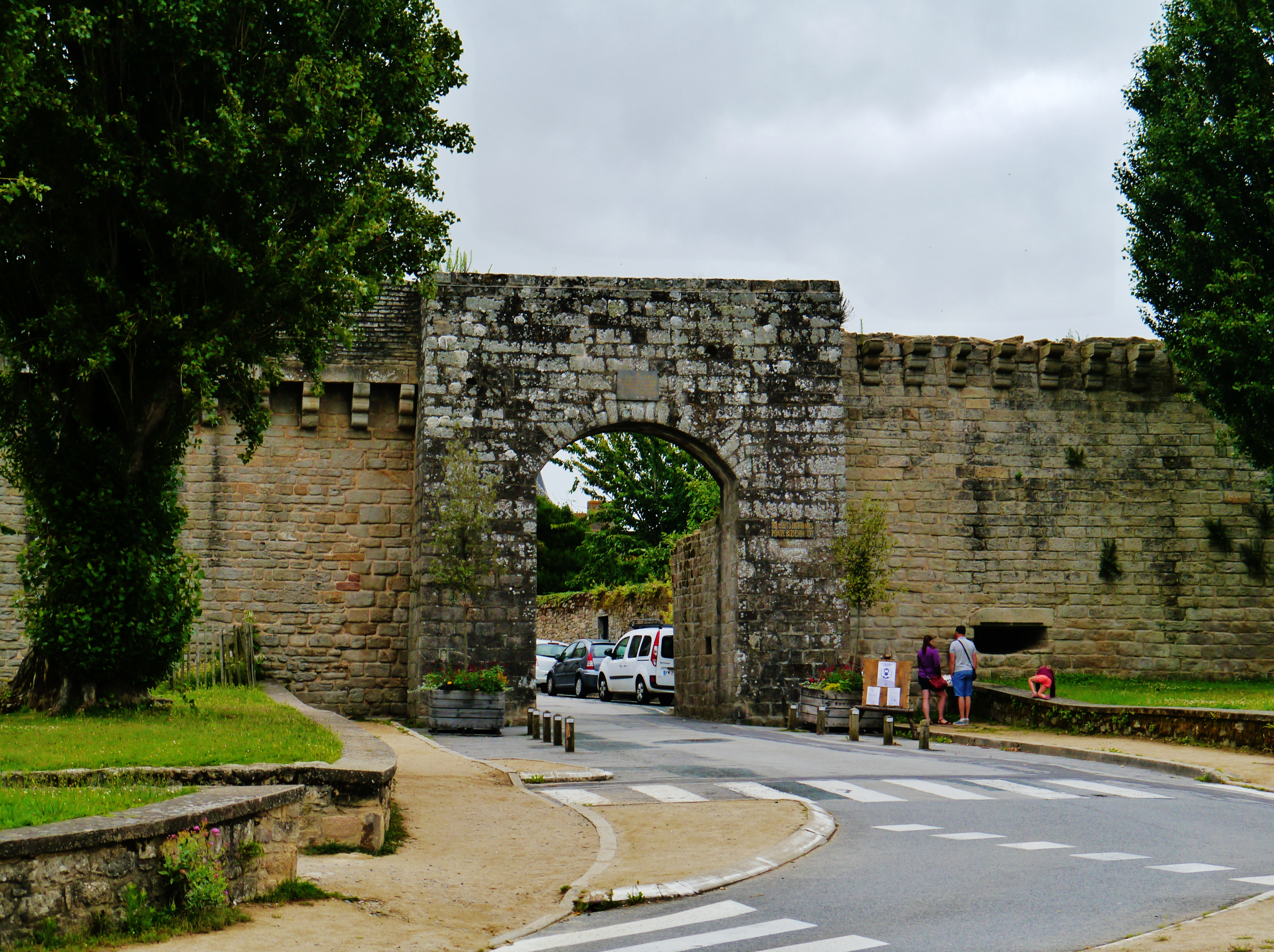
Porte Bizienne.
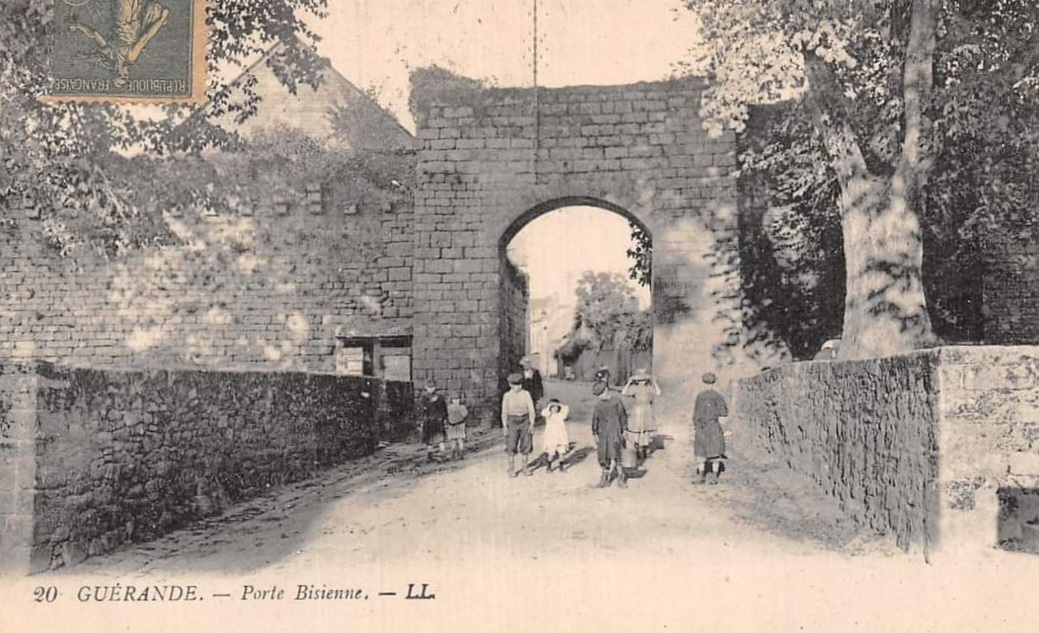
Porte Bizienne vers le début du XXe siècle.

### Les tours de l'enceinte
Éléments de la défense passive, elles renforcent les zones vulnérables que sont les portes, les angles et les courtines. Semi-circulaires ou en forme d'un fer à cheval, elles présentent l'avantage d'une vue dégagée, surplombante et sans angle mort. L'enceinte fortifiée possède six tours : 
- la tour Saint-Jean : également dite tour de Saint-Jean de Jérusalem ou de l'Hôpital ou de Millet. Elle est réalisée en granite, pierre de taille et moyen appareil aux XIVe et XVe siècles. En forme de demi-cercle, la tour, située au sud-est des remparts entre les porte de Saillé et Saint-Michel, a conservé tous ses niveaux et sa hauteur d'origine. L'intérieur était composé de trois niveaux bien distincts, qui n'existent plus de nos jours. Un escalier en pierre est mis à jour à l'intérieur de la tour lors des fouilles de 1990. L'ancien hôpital médiéval Saint-Jean[n 3] a laissé son nom cette tour[6].

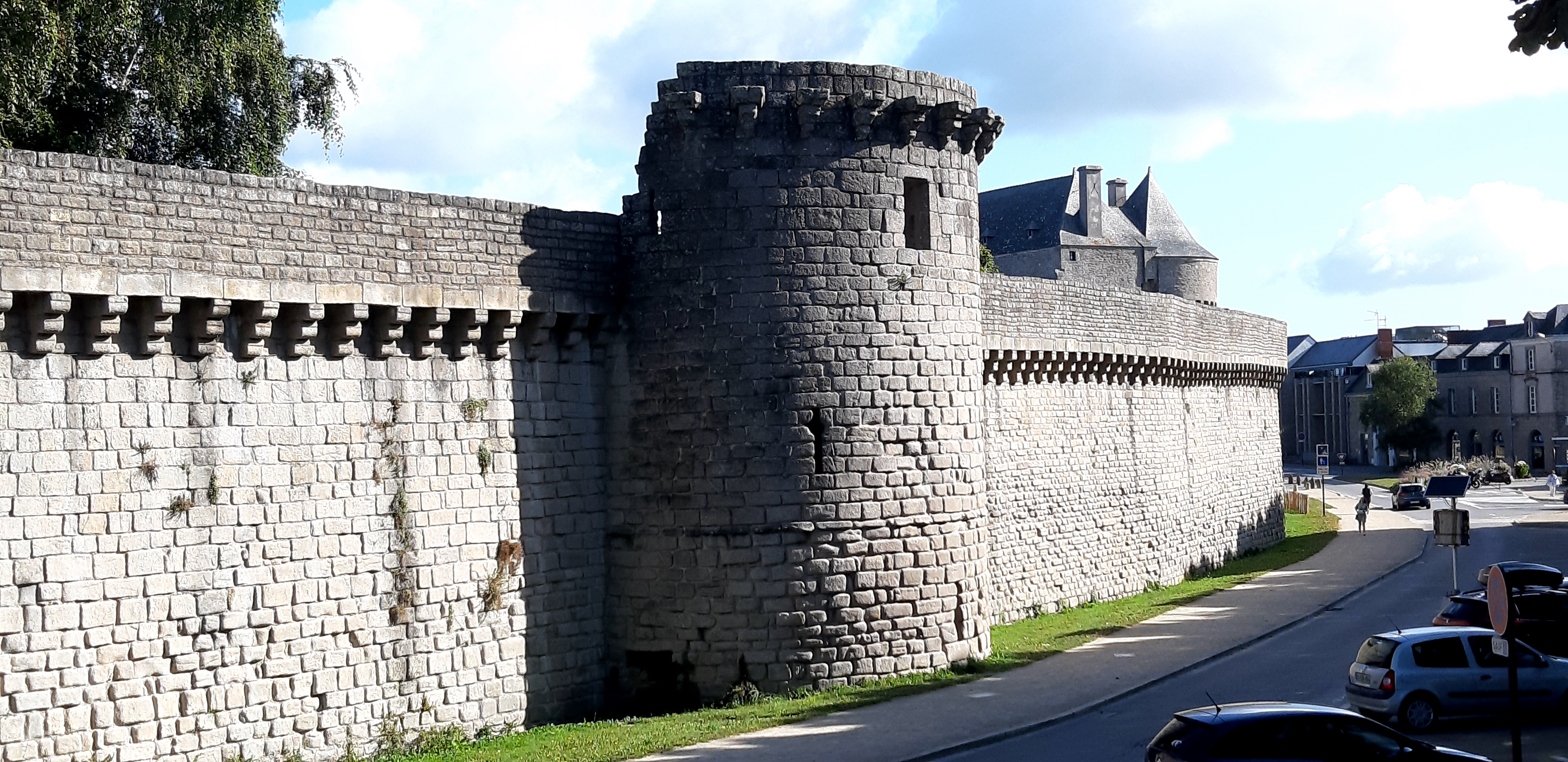
Tour Saint-Jean.
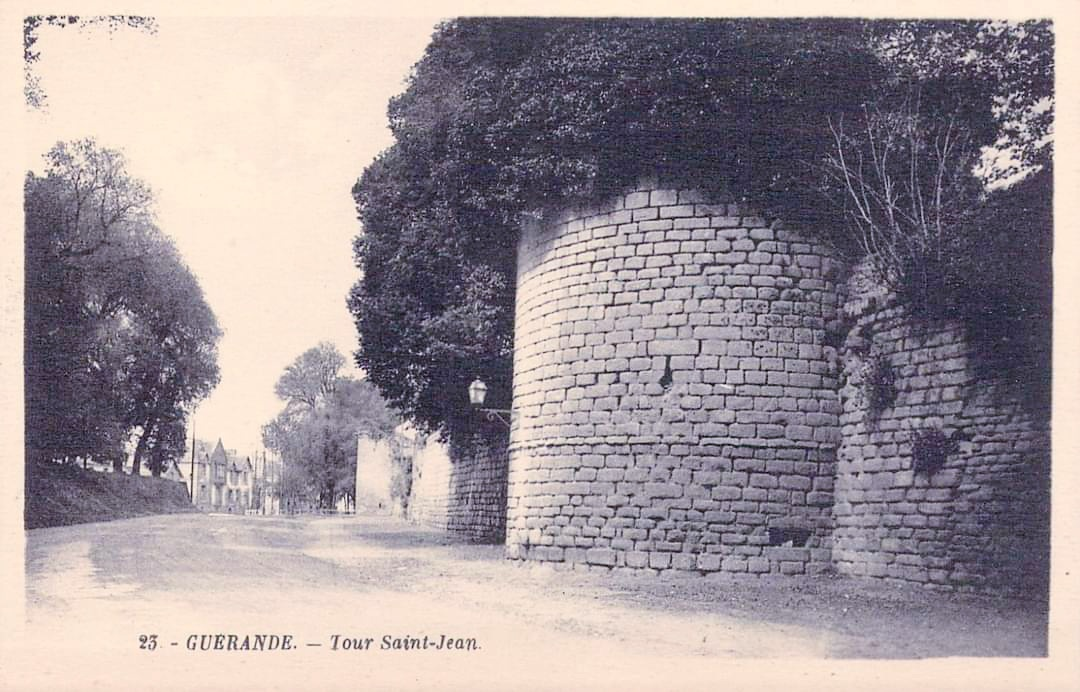
Tour Saint-Jean.

- la tour de l'Abreuvoir : également dite tour de Kercassier ou de Coëstal ou de Coëtpouan (1460-1470). Elle est située à l'ouest de l'enceinte urbaine, entre la porte Bizienne et la tour de la Gaudinais. Elle est plus importante et plus saillante en taille que les autres tours des remparts de la cité. Elle comporte un rez-de-chaussée et deux étages, qui étaient accessibles par un escalier droit, engagé dans l'épaisseur du mur nord et qui partait du chemin de ronde. La salle basse comporte trois ouvertures défensives permettant le tir, deux vers le bas, en mode flanquant, la troisième en hauteur. Elle n'est pas reliée aux étages supérieurs, elle ne comporte aucune trace visible d'escalier. La salle du premier étage a dû servir de logement, ce constat est fait par la présence d'une cheminée. Le second étage était accessible par un escalier droit[6].

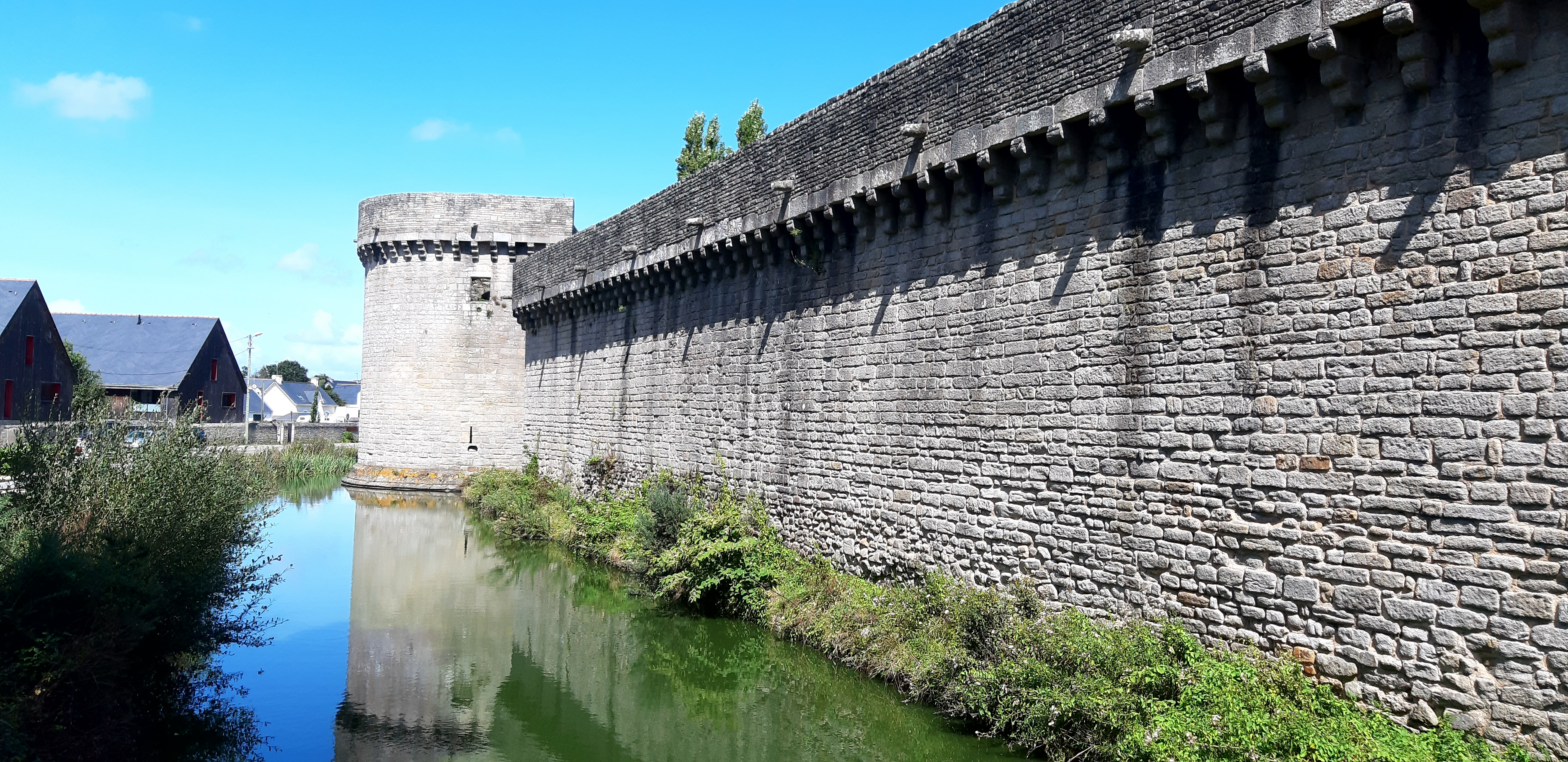
Tour de l'Abreuvoir.
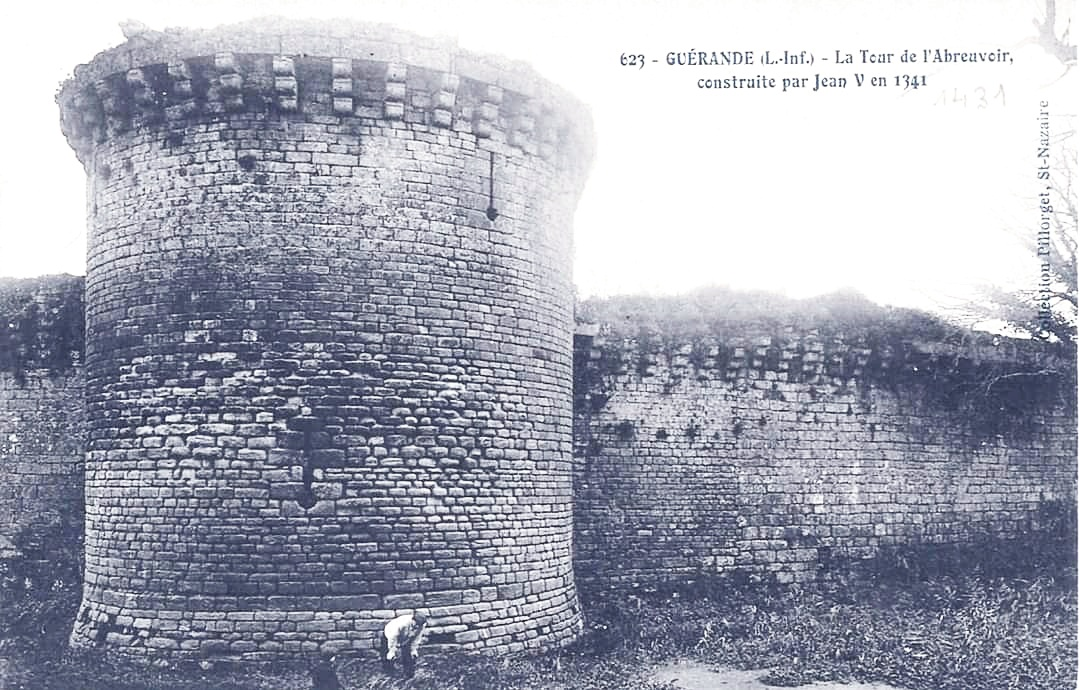
Tour de l'Abreuvoir.

- la tour de la Gaudinais : également dite tour Jean V (milieu XVe). L'histoire indique que le duc Jean V de Bretagne l'aurait faite reconstruire à la suite de sa destruction lors d'une bataille. Elle présente des similitudes avec ses proches voisines, les tours de Kerbenet et de l'Abreuvoir. Composée de pierres de taille très longues, elle a été construite en petit appareil. Située à l'ouest, elle est encastrée dans l'enceinte de la cité[6].

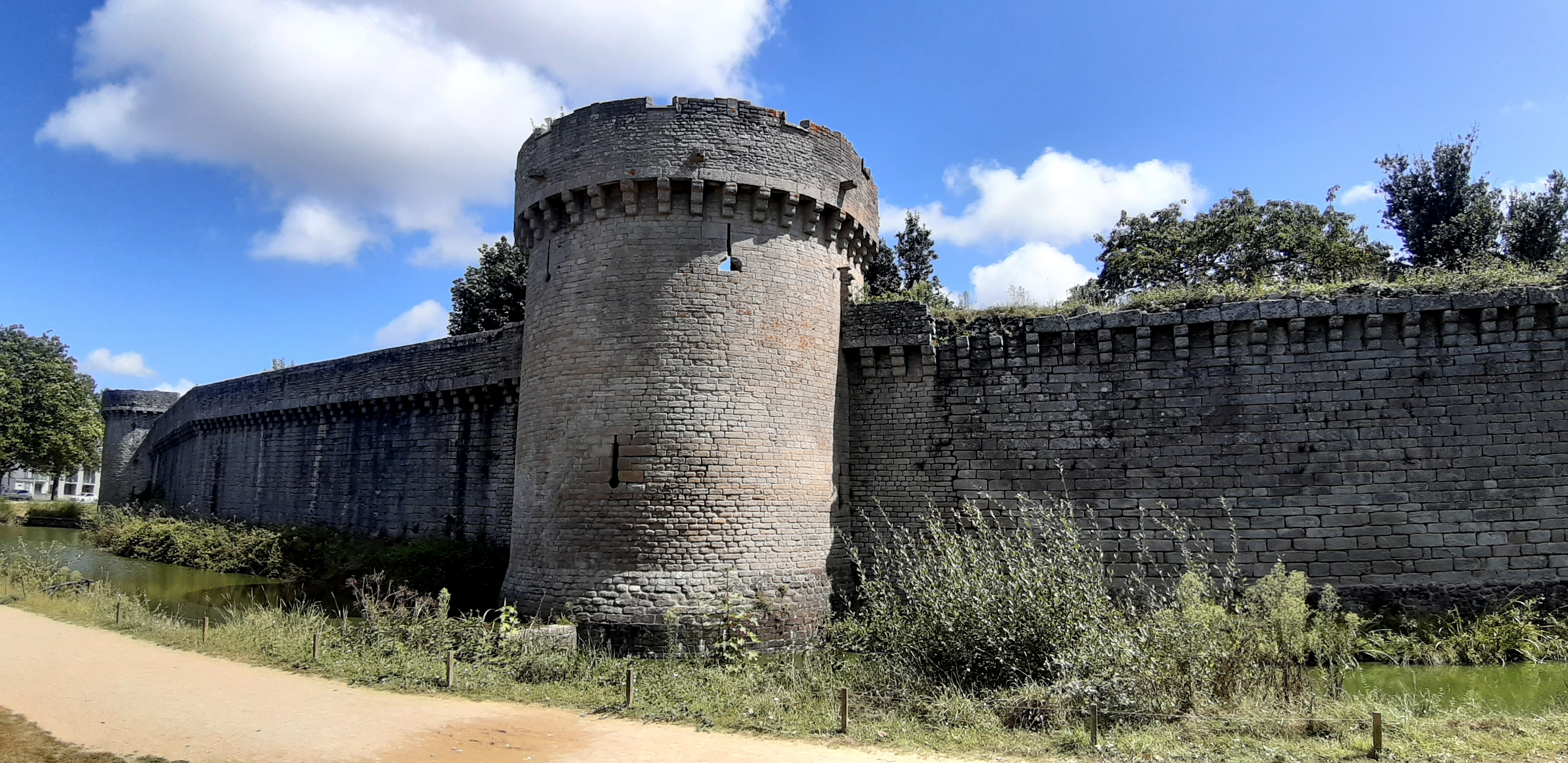
Tour de la Gaudinais.
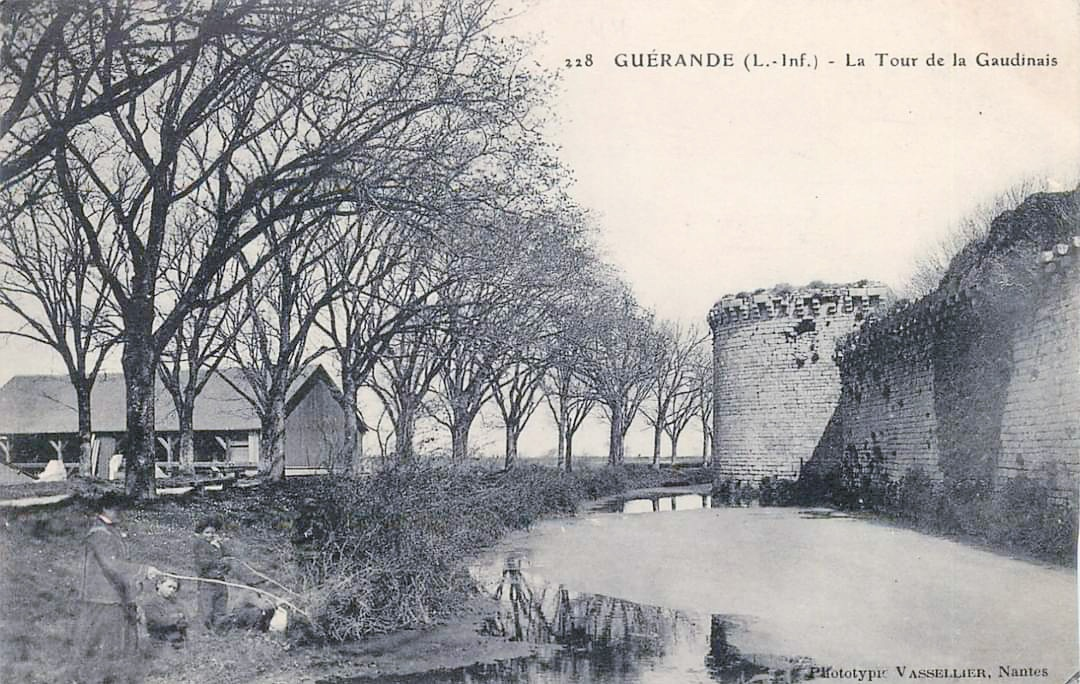
Tour de la Gaudinais.

- la tour de Kerbernet : également dite tour Saint-Michel (milieu XVe). Sur le cadastre napoléonien de 1819, elle est nommée Saint-Michel, Kerbenet étant le nom d'un ancien fief situé à l'extérieur de l'enceinte. Située à l'angle nord-ouest des remparts entre  la porte Vannetaise et la tour de la Gaudinais, elle présente des similitudes avec cette dernière et la tour de l'Abreuvoir. Elle est construite avec de longues pierres de taille et en petit appareil bien agencé. Un faible talus marque la base de la tour avant la douve. A l'intérieur, la forme de la tour est en demi-cercle. Elle comportait trois niveaux : une salle de basse, un premier étage et une salle sous les combles, toutes trois identiques. La salle basse possède trois archères à canon : l'une est située en hauteur, les autres vers les bas de chaque côté. Un escalier permettait d'accéder au chemin de  ronde dans le mur latéral sud. Il n'en reste que des traces. Débutant sur le chemin de ronde, il permettait d’accéder à un parapet de défense, qui était parsemé de mâchicoulis. L'écoulement des eaux était assuré par des gargouilles encore visibles de nos jours[6].

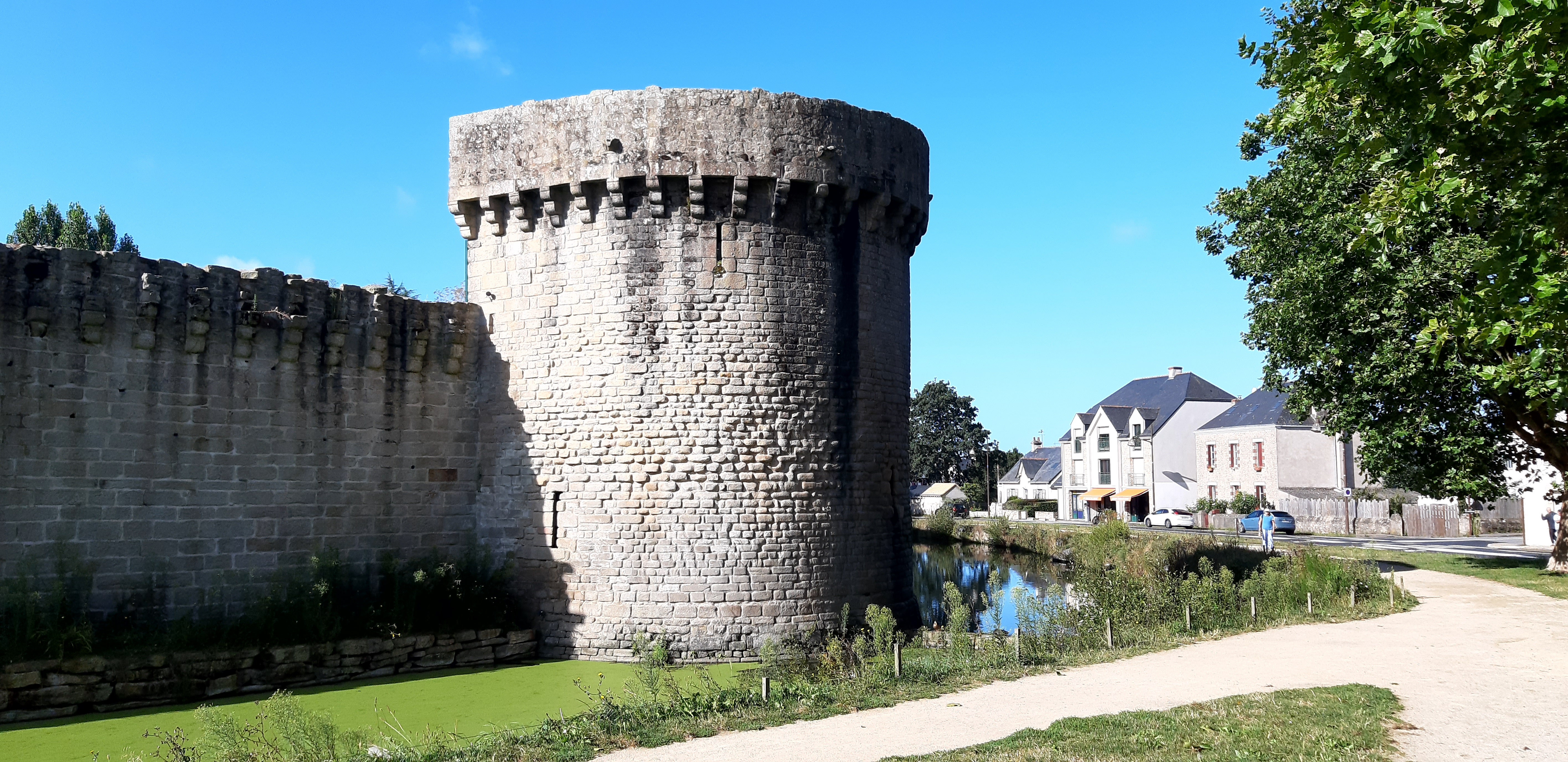
Tour de Kerbernet ou Saint-Michel.
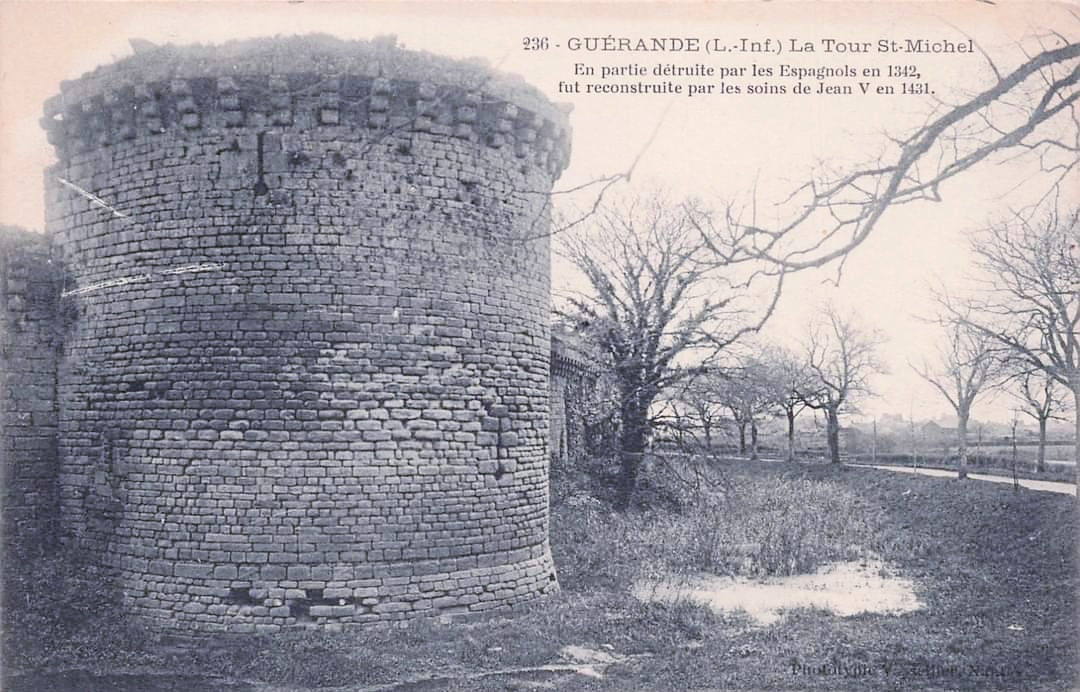
Tour de Kerbernet ou Saint-Michel.

- la tour Sainte-Anne (milieu XVe). Elle est édifiée pour défendre un point faible de la cité, un  angle au nord-est des remparts, entre la porte Vannetaise et la Tour de la Théologale. Haute de 12 mètres, elle possède un toit conique couvert d'ardoise. L'intérieur de la tour est en forme de demi-cercle. Trois archères canonnières sont visibles dans la salle basse : une en hauteur et deux plus bas de chaque côté. Deux archères à canon sont présentes au premier étage. Comme dans la tour de la Théologale, des marques de tailleurs de pierre sont visibles. Comme les autres tours, elle possède un deuxième étage. Un appartement est est aménagé à partir du 17 novembre 1850 destiné à recevoir les musiciens. Pour cette construction supplémentaire, une porte est ouverte vers le chemin de ronde et un toit conique est recréé comme autrefois. L'appartement est aménagé sous des pompes à incendie, installées précédemment dans cette même tour. La tour est rénovée en 2022[6].

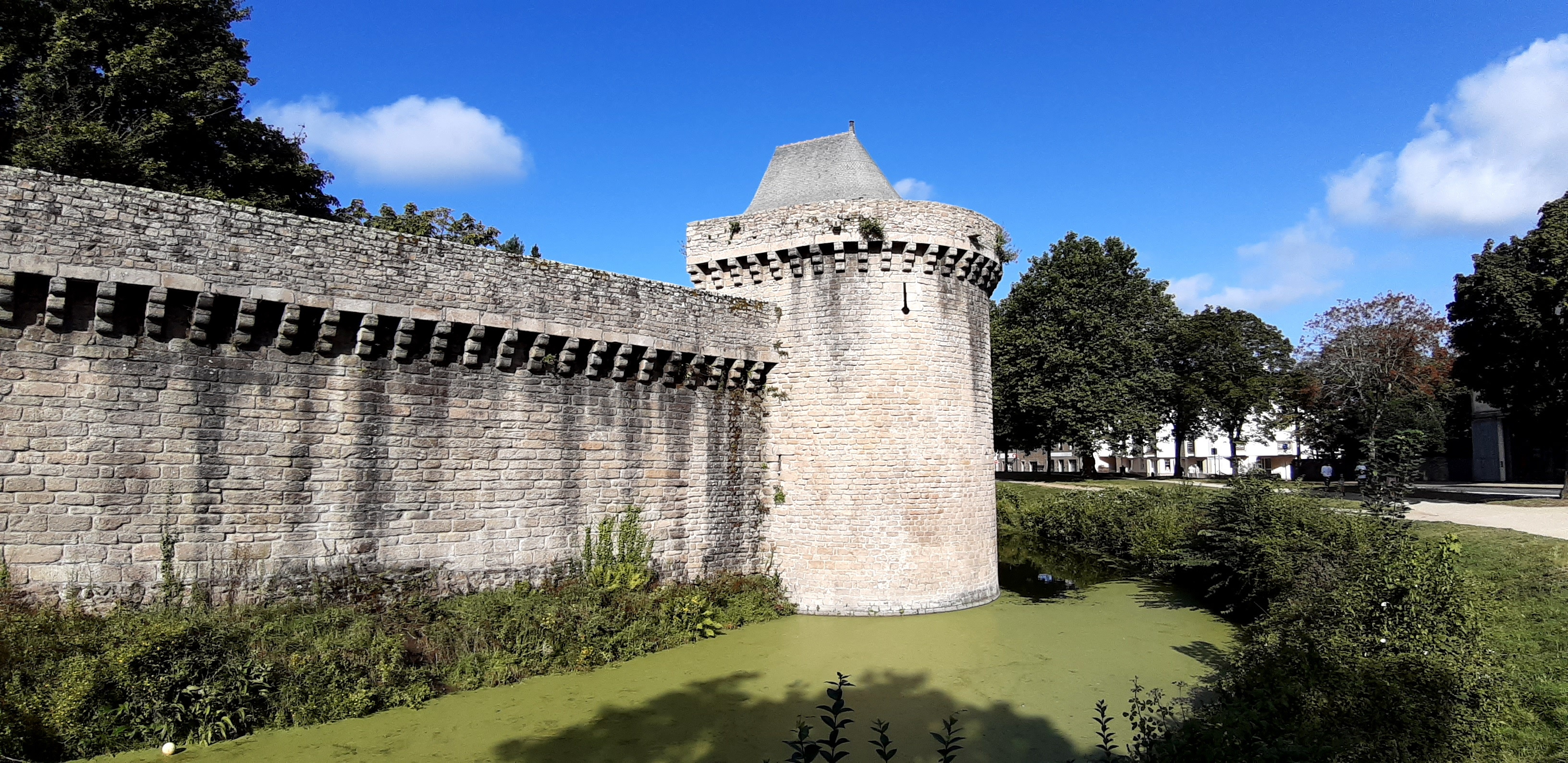
Tour Sainte-Anne.
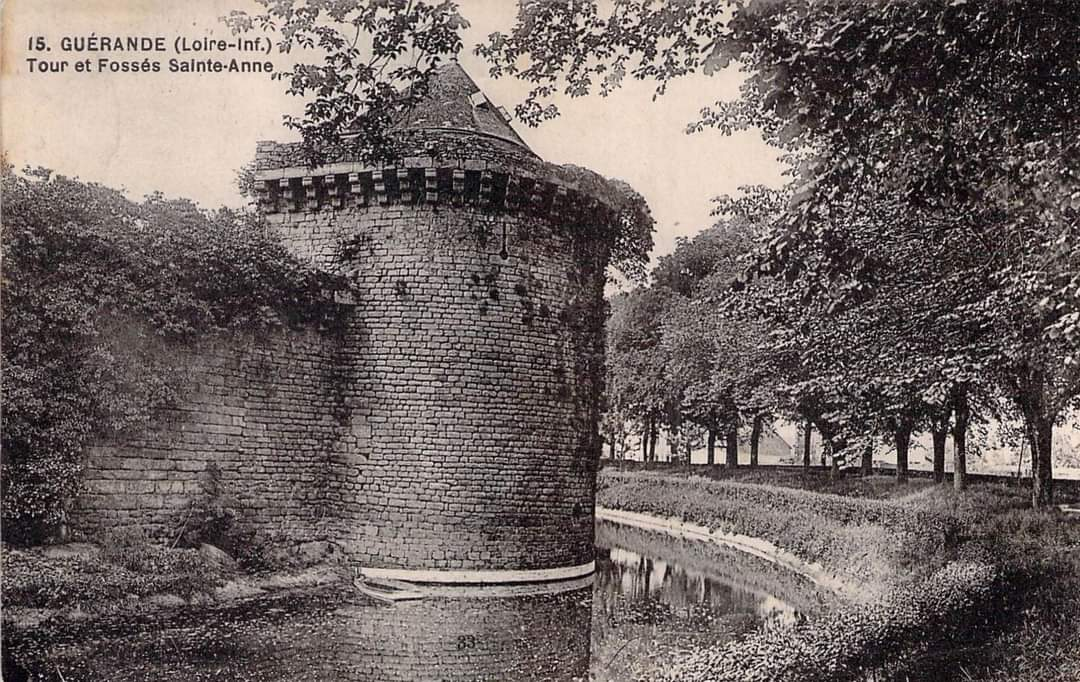
Tour Sainte-Anne.
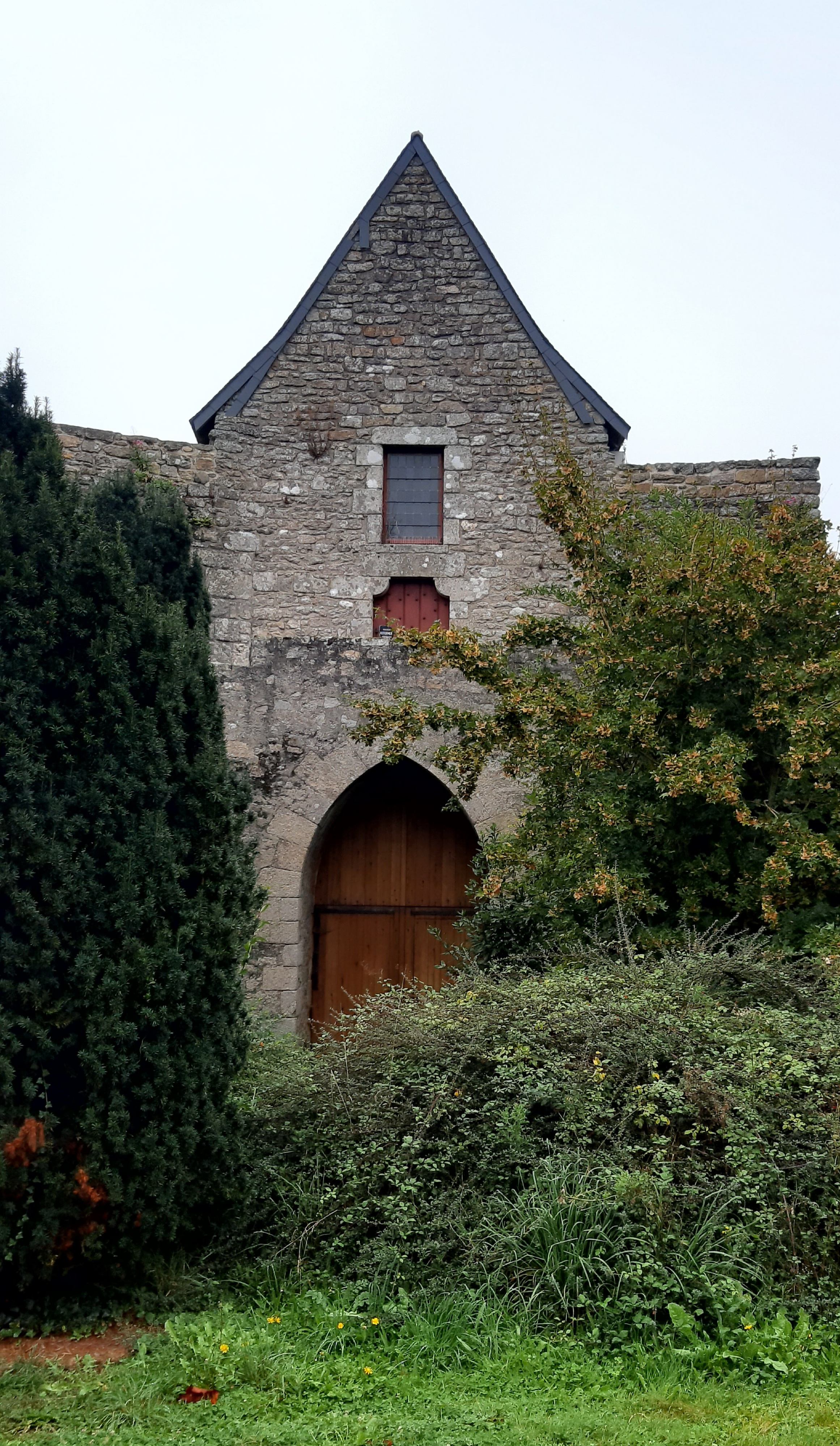
Façade de la tour Sainte-Anne à l'intérieur des remparts.
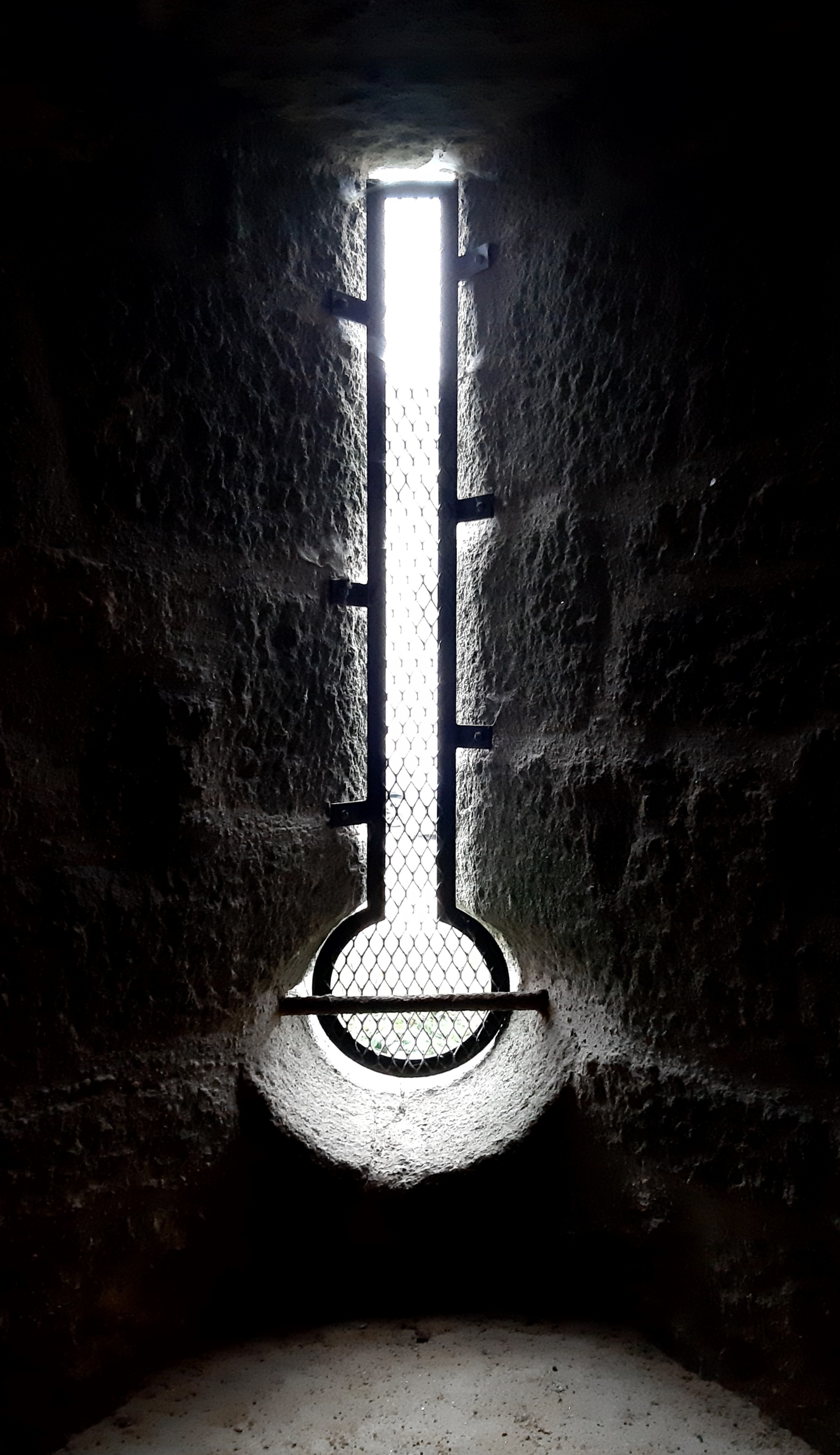
Archère canonnière centrale du rez-de-chaussée vue de l'intérieur de la tour Sainte-Anne.

- la tour de la Théologale (fin XVe). Située à l'est des remparts entre la porte Saint-Michel et la tour Sainte-Anne, elle est constituée en petit appareil et de longues pierres de taille. En forme de demi-cercle, elle est accolée à l'enceinte. Dans sa partie basse, le mur possède une grande arcade en plein cintre qui s'ouvre sur la salle basse. Celle-ci est de même forme que la tour, en demi-cercle. Elle est percée de quatre archères canonnières. Dans leur ébrasure ont été aménagés des coussièges qui servaient à porter l'arme. Des corbeaux témoignent de l'existence d'un ancien étage. Un escalier permettant d'accéder au chemin de ronde est contenu dans un mur de côté. Une salle étaient enfin installée sous la toiture des combles. Celle-ci n'existe plus. Des marques de tâcherons sont visibles sur les pierres de taille formant les ouvertures[6].

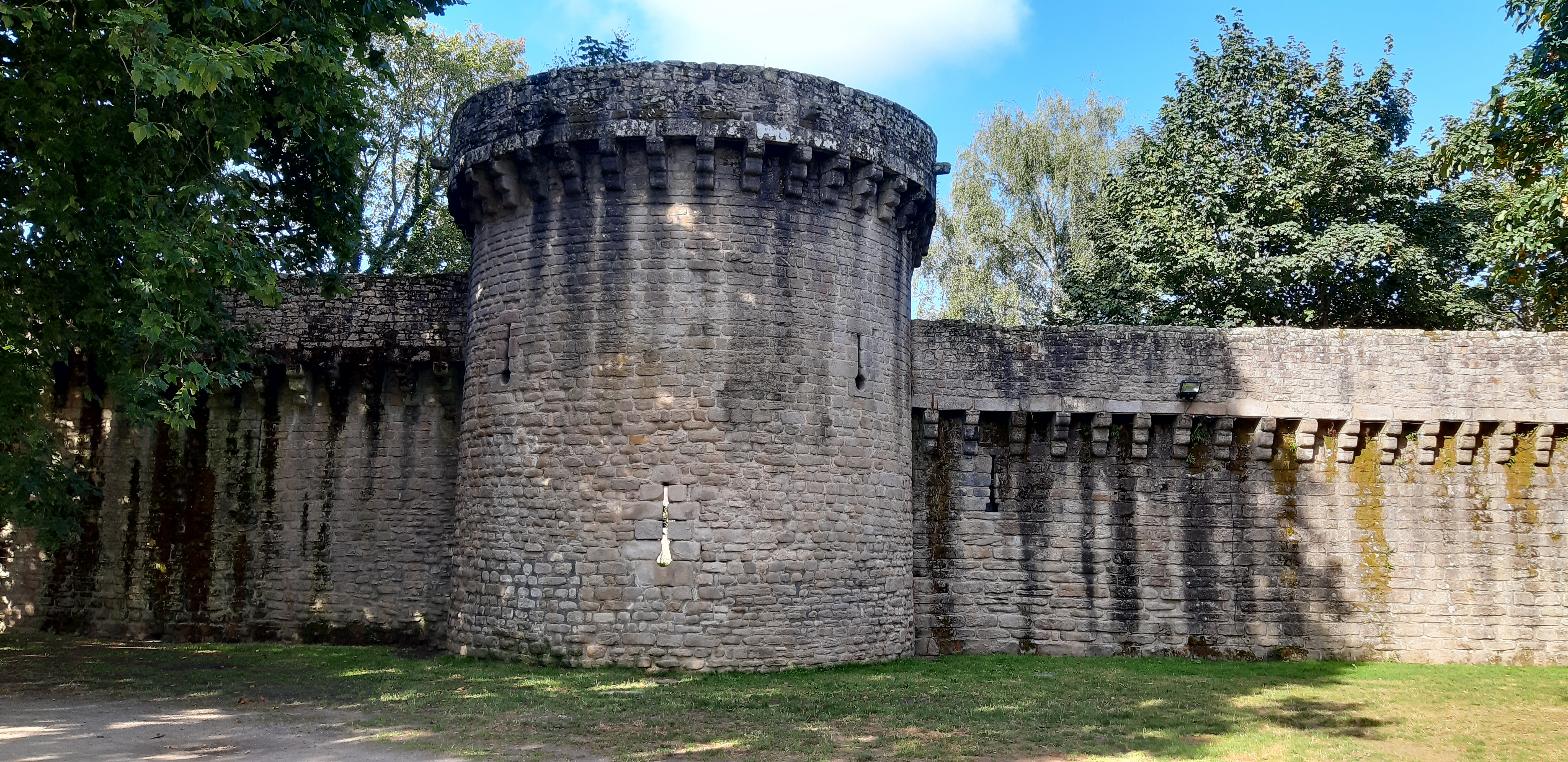
Tour de la Théologale.
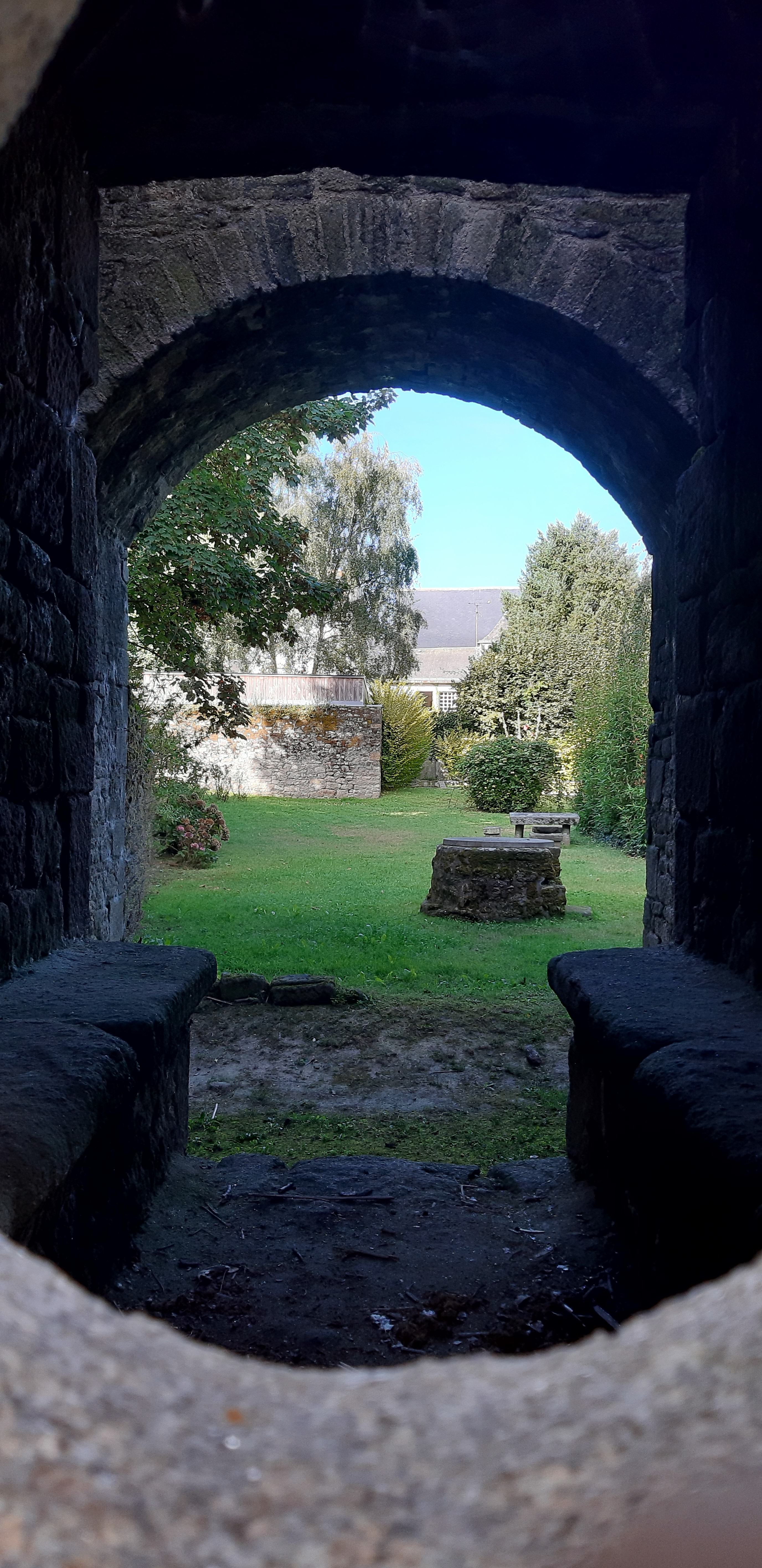
Coussièges aménagés dans la tour.
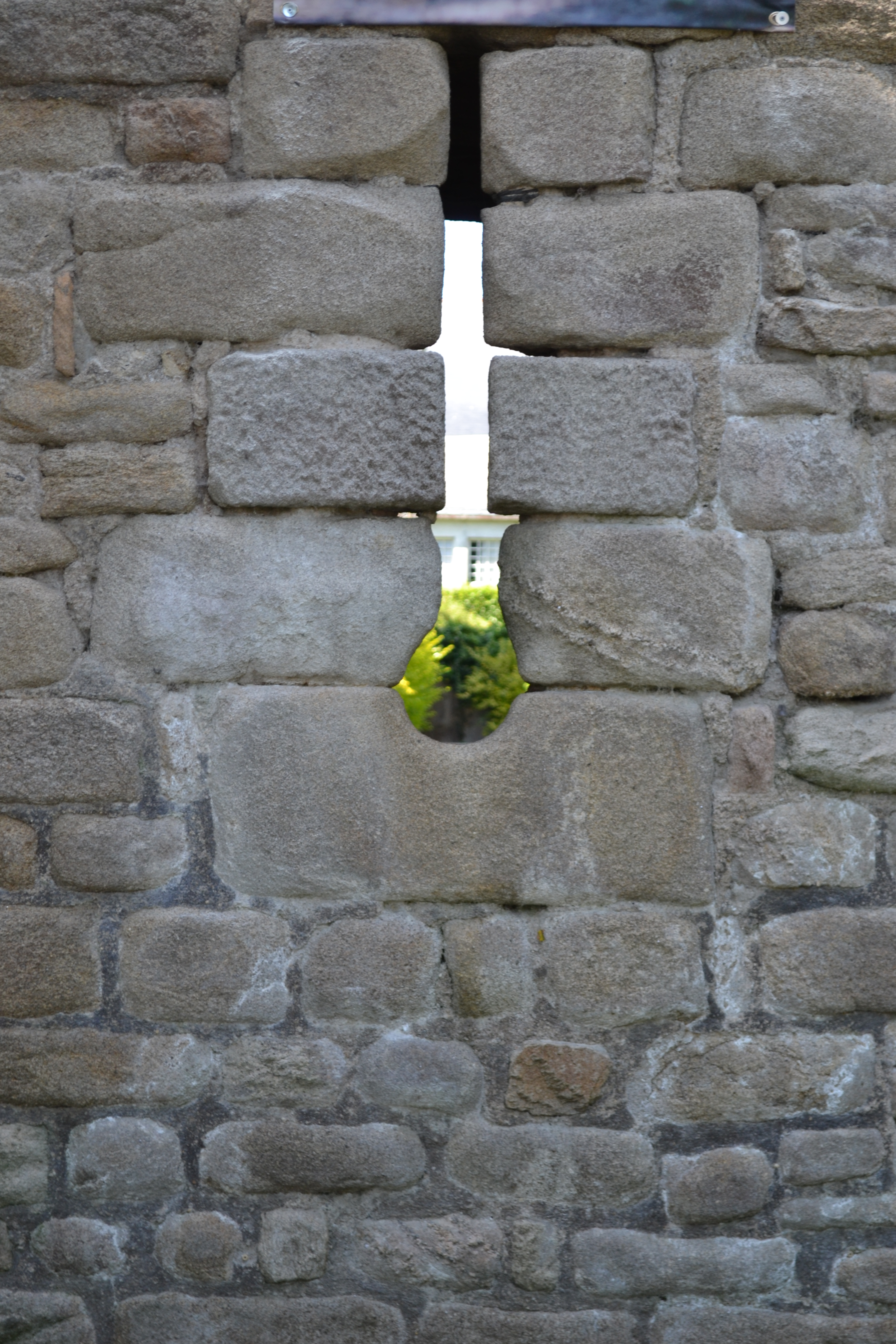
Meurtrière de la tour de la Théologale.

- ancienne tour Sainte-Catherine : large de 10,50 m de diamètre, elle est mentionnée dans des documents dès 1465. Un écrit daté du 13 août 1778 signale son mauvais état extérieur et intérieur. Un autre écrit du 6 février 1810 mentionne une lézarde de deux mètres, débutant un peu au dessus de la base jusqu'au sommet. La tour était située au sud-ouest des remparts, à proximité de l'actuelle poterne du Tricot. Sur le point de s'écrouler, elle est vouée à la démolition, qui est effectuée en 1818. Par la suite, M. de Mascarène de Rivière, maire de Guérande et propriétaire du château de Villeneuve et son conseil municipal font ouvrir  à quelques mètres de la tour disparue une porte qui prend le nom de « poterne du Tricot ». La rue du Tricot, qui jusque là buttait sur le rempart, est ainsi ouverte à la circulation piétonne.  Des traces de cette ancienne tour sont encore visibles dans le rempart ainsi qu’au sol[6].

## Historique
La cité guérandaise est plus ancienne que ses fortifications. La première mention de la collégiale Saint-Aubin date de 854 et la présence d'un bourg est attestée en 1206. Néanmoins la physionomie de Guérande avant le XIVe siècle est très floue. En effet, aucun indice archéologique ou historique ne permet à ce jour d'avancer avec certitude l'existence d'une fortification urbaine avant le XIVe siècle. La porte Vannetaise, au regard de son architecture, est considérée comme le plus ancien élément fortifié. La datation de sa réalisation ne fait par l'unanimité parmi les historiens, qui la datent  du XIIIe siècle ou du milieu du XIVe siècle. Les différentes phases sont difficiles à dater au regard de l'absence d'archives, mais certains jalons peuvent être posés : la porte Saint-Michel est mentionnée en 1350 et certains éléments de la tour Saint-Jean peuvent être datés de la fin du XIVe siècle. Mais la plus importante campagne de fortification s'échelonne entre 1440 et 1490, impulsée par les différents ducs de Bretagne. Les tours Sainte-Anne, Kerbenet, Théologale et de la Gaudinais sont insérées après coup sur la muraille dans les années 1460. La forme en fer à cheval des tours de l'Abreuvoir et Sainte-Catherine (démolie au XIXe siècle) correspond aux années 1470-1480. Parallèlement, la porte Saint-Michel fait l'objet de transformations successives pour répondre aux besoins de la défense et aux nécessités de l'administration ducale. Sa physionomie, avec ses tours semi-rondes et ses ouvertures, est à rapprocher du château de Suscinio ou du château de Vitré, permettant une datation dans les années 1440-1450.
Une dernière phase de fortification correspond à la crise politique entre le duché et le royaume de France, à la fin du XVe siècle. La guerre franco-bretonne a peut-être justifié la transformation rapide des ouvrages. Dans les années 1490-1500, ces modifications radicales concernent avant tout les archères-canonnières sur l'enceinte, les portes de Saillé et de Bizienne, et la construction de remparts de terre appelés boulevards dont le mail actuel est le lointain descendant.

### Moyen Age

#### Fortifications
À la suite du sac de Guérande par les troupes de Louis de La Cerda en 1342 dans le cadre de la guerre de succession de Bretagne, la cité entreprend de reconstruire les fortifications dès l'année suivante en 1343. Les fondations de la nouvelle enceinte reprennent des portions antérieures. Les travaux durent plus d'un siècle et demi et sont les derniers de grande ampleur sur l'enceinte. Seules quelques portions conservent l'état antérieur en élévation, au niveau de la porte de Saillé ou de la porte vannetaise qui ont été réaménagés par ces travaux.
Les remparts offrent protection à la cité et ses principaux établissements : la collégiale Saint-Aubin, la chapelle Notre-Dame-la-Blanche, l'hôpital ou hôtel-Dieu Saint-Jean et sa chapelle datée de 1506, le manoir de la Prévôté, ainsi que les commerces, habitations et espaces publics, tels que la place du Pilori.

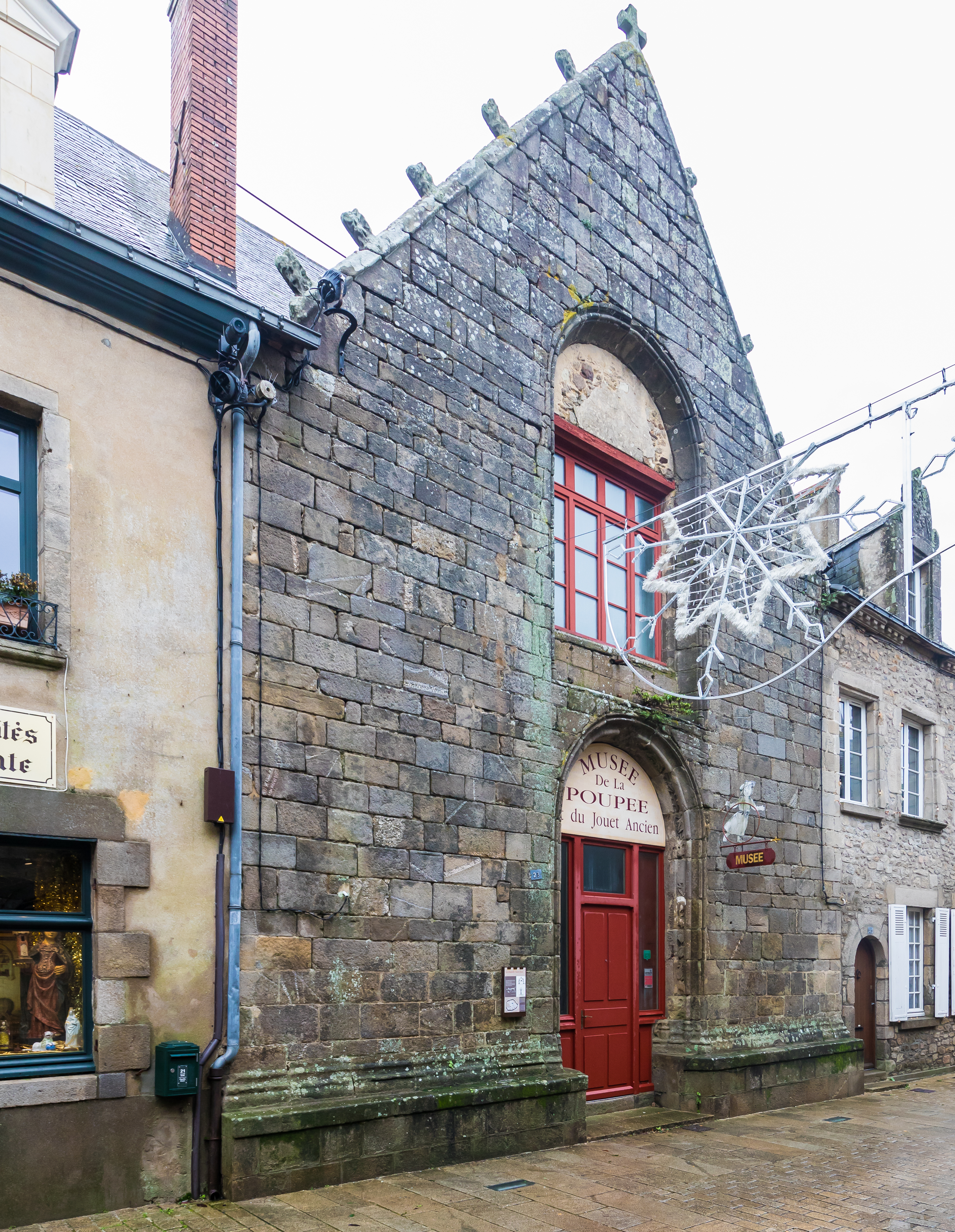
Façade de l'ancienne chapelle de l'hôtel-dieu Saint-Jean.
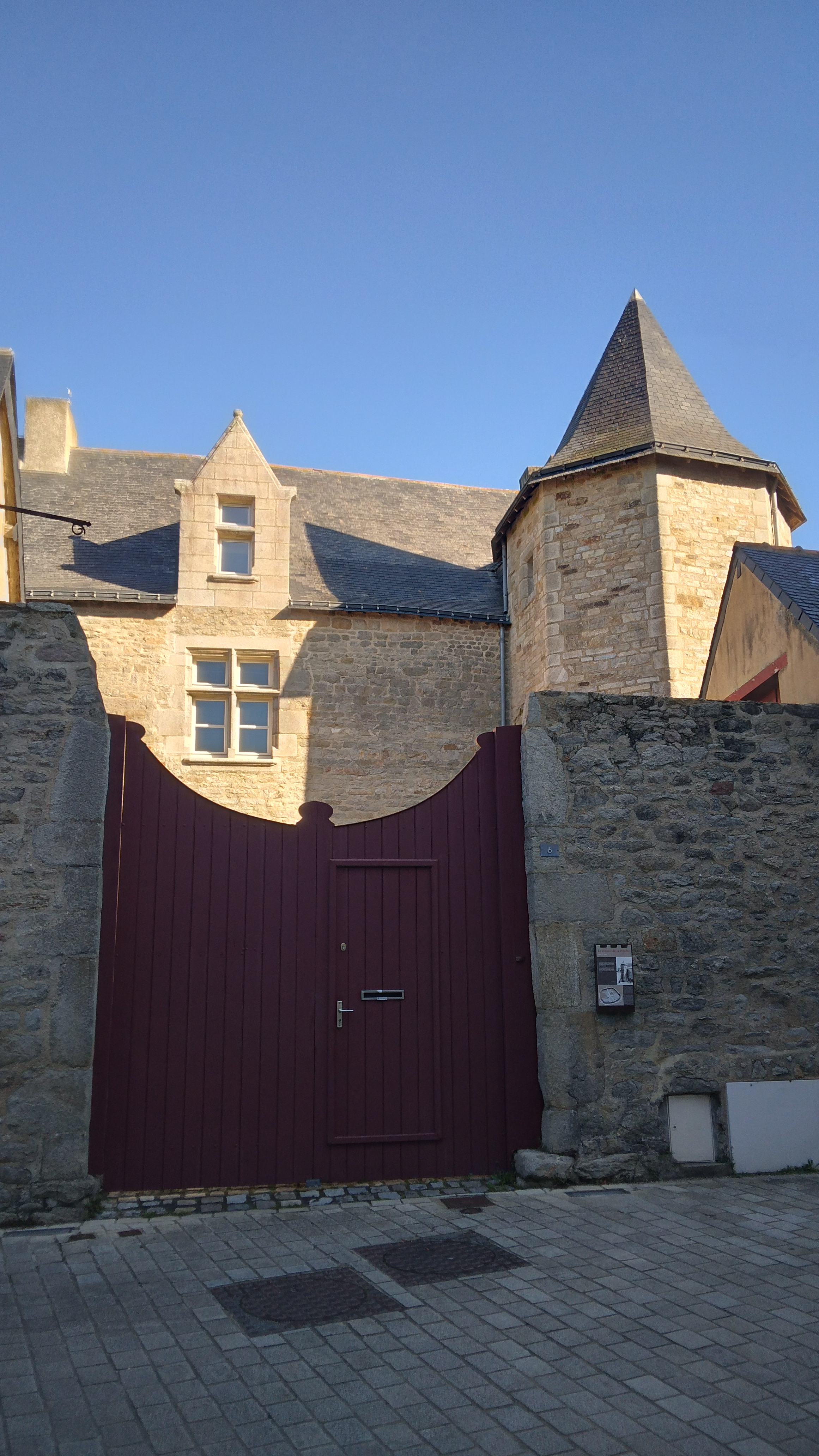
Manoir de la Prévôté, demeure du  prévôt, le plus haut dignitaire des chanoines de la collégiale Saint-Aubin.
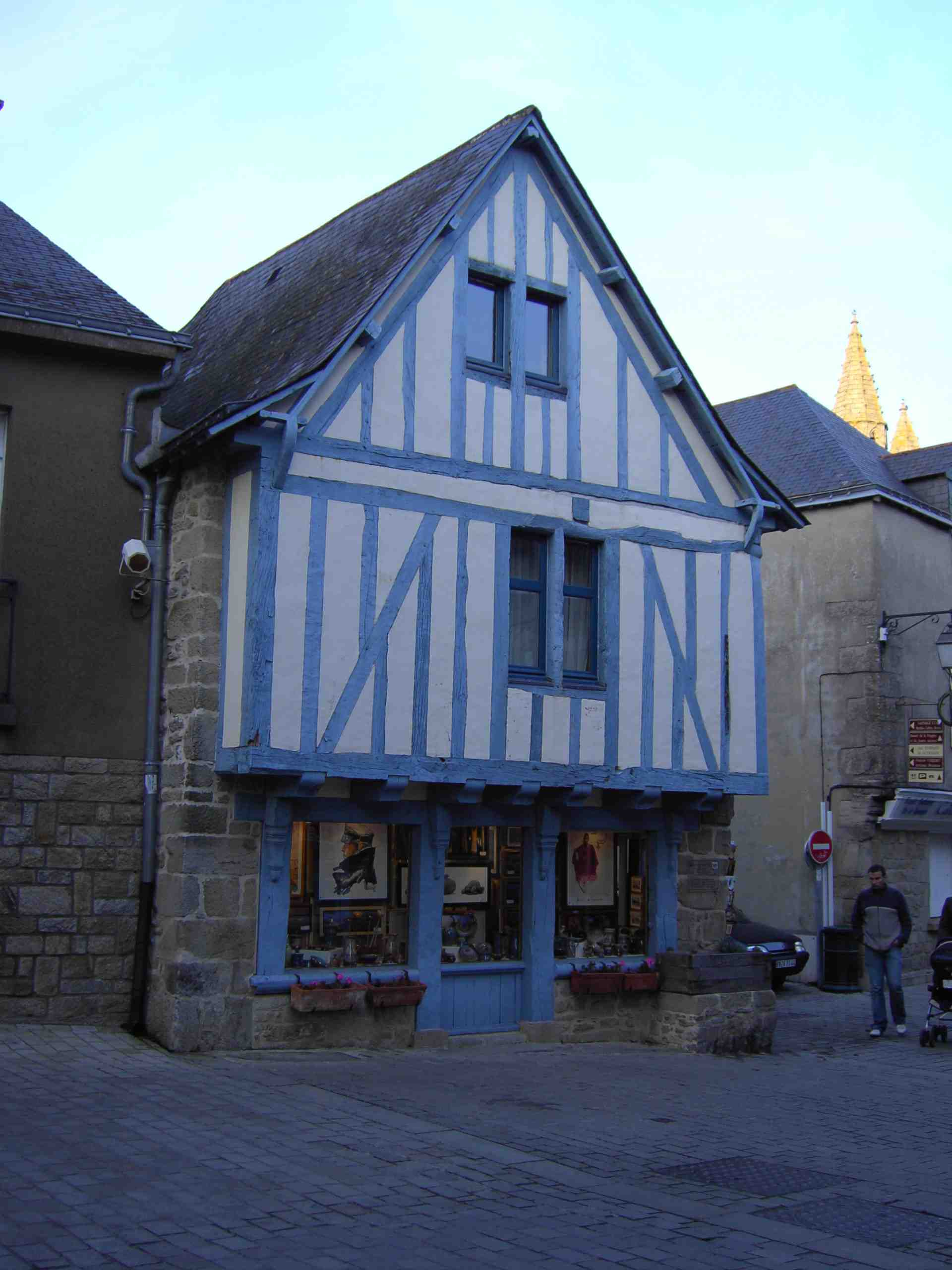
Maison à pan de bois de la place du Pilori caractéristique des maisons bourgeoises habitées par les commerçants ou artisans.

Face à l'apparition du canon, d'importants travaux au cours du XVe siècle permettent d'adapter les fortifications à l'artillerie à poudre. Pour son usage, les archères simples sont transformées en canonnières grâce au percement, en façade, d'un orifice circulaire et, en intérieur, de trous latéraux de fixation pour le maintien du canon. C'est le cas de la tour Saint-Jean, l'une des plus anciennes. Par la suite, les tours Sainte-Anne ou de la Gaudinais, par exemple, intègrent dès leur construction ces équipements Les archères-canonnières sont caractéristiques du XVe siècle. Elles s'adaptent aux différentes armes comme les arcs, arbalètes ou canons, permettant les tirs de différentes portées et de pallier le temps de réarmement des armes à feu. Le système de défense s'accompagne de la réalisation du boulevard. Les boulevards constituent une innovation de la fin du XVe siècle et participent à la défense de la cité. Ouvrages avancés en terre ou en bois, ils sont destinés à protéger les points faibles de l'enceinte, de l'impact des boulets et des grosses pièces d'artillerie. Un boulevard s'élevait de la porte de Saillé à la porte Saint-Michel constituant les soubassements du mail actuel.
Un inventaire du 10 juillet 1495 mentionne un ensemble d'armes conservées dans la porte Saint-Michel, comprenant des armes en fonte appartenant au Roi, conservés en haut de la porte, et des armes en fer appartenant aux bourgeois et habitants de Guérande, conservés au rez-de-chaussée. Cet inventaire témoigne également de l'évolution de l'artillerie à poudre à Guérande avec la présence d'armes relativement légères semi-portables comme les couleuvrines (utilisées dans les tours) ou portables comme les arquebuses.

#### Vie économique
Le pays guérandais est marqué par une grande diversité de milieux naturels qui se succèdent sur une courte étendue. Guérande occupe une position relativement centrale de ce territoire. Au Moyen Age, c'est la ville la plus importante de la presqu'île guérandaise et la porte Saint-Michel, ouverte sur la route de Nantes, est le témoin privilégié des échanges commerciaux entre la cité et son territoire. Les échanges commerciaux, probablement nombreux depuis l'Antiquité, entraînent le développement de marchés favorables à l'extension de la ville et soumis à son contrôle.
La place du Vieux-Marché-au-Blé, à quelques mètres de la porte, et la « cohue » (les halles), au bout de la rue Saint-Michel, témoignent de la vivacité de ces échanges. Ainsi, la consommation de poissons et crustacés venant de la zone côtière et des marais est attestée en 1379 ou encore celle du beurre, des œufs et du vin du coteau de Guérande à la même période. Dès 1332, un marché hebdomadaire se tient le samedi dans la cité.
À l'extérieur des murs, les faubourgs accueillent des activités commerciales. La présence de tisserands et de drapiers est importante faubourg Saint-Michel et rappelle que Guérande est alors un centre de ravitaillement de draps en Bretagne.
Au XVe siècle, le duché de Bretagne se dote d'un réseau de marchés et de foires, témoignant de sa vitalité commerciale. La cité accueille quatre foires implantées dans ses faubourgs, dont la plus importante, la foire Saint-Michel, se déroule en septembre. Des habitants du faubourg, tels que les marchands de vin au détail, viennent y faire des affaires.
Ces foires sont des marchés élargis, qui ont lieu lors de fêtes religieuses. Très fréquentées, certaines sont franches, c'est-à-dire non soumises aux taxes et proposent donc des prix intéressants.

### XVIIIesiècle
Les premiers aménagements paysagers ont été réalisés par Emmanuel-Armand de Vignerot du Plessis, duc d'Aiguillon, lieutenant général de Bretagne de 1753 à 1765, avec des plantations d'ormes, le comblement d'une partie des douves, l'arasement des boulevards et l'aménagement du mail, donnant avec la croissance des arbres un charme très romantique qui amènera Balzac, Zola, Flaubert et beaucoup d'autres à résider ou visiter la cité au XIXe siècle.
Durant la Révolution française, les troupes royalistes assiègent Guérande et tirent un boulet de canon en direction des remparts (entre la poterne du Tricot et la porte de Saillé). Ce sera le dernier tir de canon entendu à Guérande mais le tir avait créé une brèche. Afin de reboucher les remparts, les Guérandais décidèrent de récupérer les pierres composant les différents calvaires de la région. Aujourd'hui très reconnaissable à sa couleur de pierre différente du reste des remparts, cette partie de l'enceinte est appelée « la courtine des calvaires ».

### XIXesiècle
Jusqu'au début du XIXe siècle, des défunts sont enterrés dans ou autour de la collégiale Saint-Aubin, à intérieur du périmètre de la cité. Cette coutume concerne tout particulièrement prêtres et enfants. Jouxtant également la collégiale se dresse la place du Vieux-Marché, autour de laquelle de grandes maisons de maître et d'officiers présentent leur façade de granite. Leur décor se concentre essentiellement sur les parties hautes : lucarnes sculptées de volutes du XVIIe siècle, d'arcs du XVIIIe siècle, corniches et frontons du XIXe siècle.

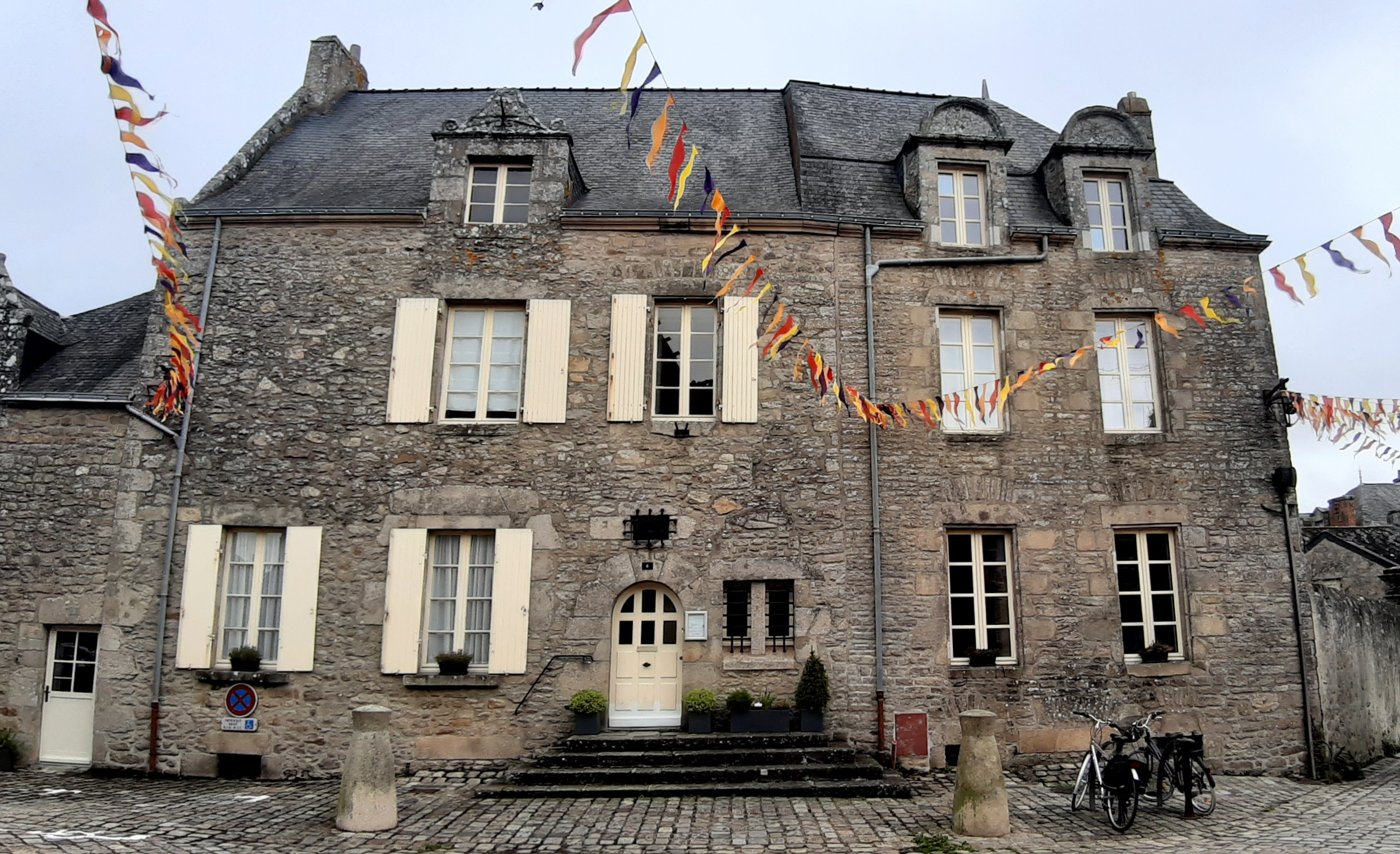
Maison de maître sur la place du Vieux-Marché à l'intérieur des remparts de la cité.

En 1818, la tour Sainte-Catherine s'effondre. Un riverain, Monseigneur Mascarène de la Rivière (alors propriétaire du manoir du Tricot) demande alors à la municipalité d'ouvrir une porte privative à ses frais afin d'entrer directement dans son manoir sans avoir à traverser la ville. La municipalité accepte à condition de pouvoir reboucher la porte si nécessaire. Dès la mort du seigneur, la municipalité décide finalement de la reboucher car les Guérandais prennent alors conscience de l'intérêt de ce patrimoine et son classement dans les premiers inventaires des monuments historiques.
Au milieu du XIXe siècle, la municipalité décide de percer les remparts d'une cinquième ouverture. C'est ainsi qu'en 1854, une brèche de quatre mètres est ouverte. L'idée est alors de permettre à la ville de se développer au-delà de ses murs. Cependant, elle est frappée par une crise du sel, remettant en cause ses projets d'extension. Constatant que la brèche créée « dérange désagréablement l'ensemble de nos murailles » et faisant état des « observations peu flatteuses des étrangers », le maire la fait refermer quatre ans plus tard, tout en maintenant une simple poterne , dite poterne du Tricot, « pour satisfaire les habitudes prises ». 

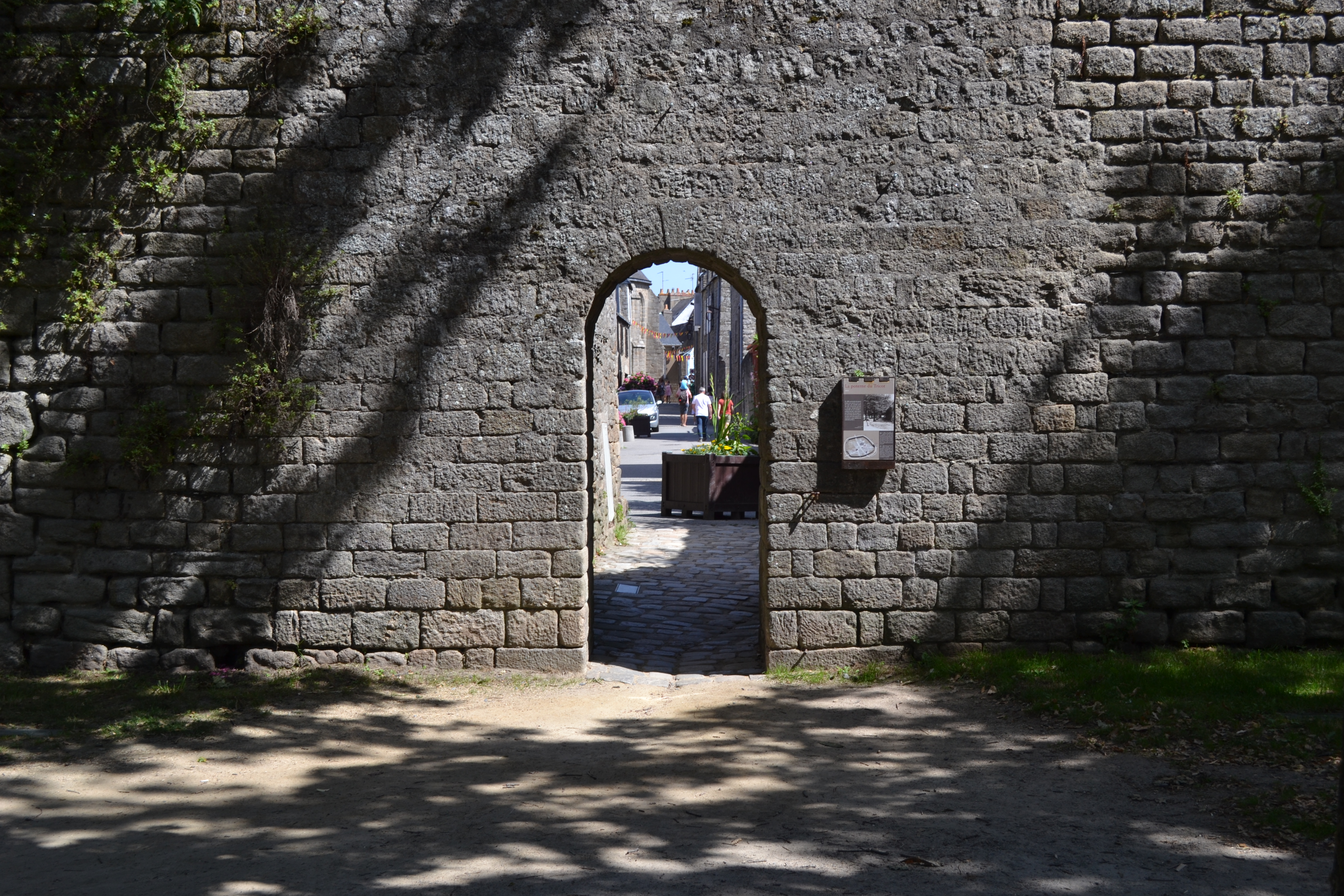
Porterne du Tricot à Guérande, portant les marques du comblement de la brèche ouverte en 1854 et comblée en 1858.

### XXesiècle
Depuis les années 1970, l'enceinte fait l'objet de restaurations pour la consolider et restituer les éléments d'élévations. Les ormes atteints par une épidémie et morts dans les années 1980, n'ont pas été remplacés par d'autres essences. Seuls ceux plantés sur le Mail, classés Monument historique, ont été remplacés par des nouveaux ormes résistants à la maladie.

### XXIesiècle
Aujourd'hui, seulement une partie des remparts a été restaurée : les travaux sont en effet très coûteux (environ 2 000 € par mètre linéaire). Une partie est néanmoins possible d'accès dans le cadre du musée de la porte Saint-Michel ou via les visites guidées proposées par l'office de tourisme de Guérande.